# بي تي أس
بي تي أس (الكورية: 방탄소년단؛ ر.ك.م.: Bangtan Sonyeondan)، أيضًا يعرفون باسم فتيان بانقتان، هم فرقة فتيان من كوريا الجنوبية مكونة من سبع أعضاء تأسست في سيؤول عام 2010، وفي 2013 ظهرت لأول مرة تحت شركة بيغ هيت إنترتينمنت. أيضًا يشارك الأعضاء السبعة في كتابة وإنتاج العديد من أعمالهم. كانوا بالأصل فرقة هيب هوب، ثم تطور أسلوب موسيقاهم ليشمل مجموعة واسعة من الأنواع. غالبًا ما تركز كلمات أغانيهم على التعليقات الشخصية والاجتماعية، ويتطرقون إلى مواضيع الصحة النفسية، ومشاكل الشباب في سن الدراسة، والفقدان، والرحلة نحو حب الذات، والبحث عن الفردية. وتتميز أعمالهم بتضمن مراجع للأدب والمفاهيم النفسية وأيضًا قصة عن العالم البديل. وقد نظمت الفرقة العديد من الجولات العالمية.
في البداية تشكلت الفرقة كمراهقين تحت شركة بيق هيت الترفيهية وأصدروا ألبومهم الأول "2 Cool 4 Skool" (2013). ومما ساعد في تكوين سمعة بي تي أس كفرقة واعية اجتماعيًا هي إنجازاتهم اللاحقة كأول دخول لهم بمخطط بيلبورد 200 بالولايات المتحدة بألبوم The Most Beautiful Moment In Life, Part 2 (2015)، وThe Most Beautiful Moment In Life: Young Forever (2016)، وWings (2016). أصبح ألبوم Wings أول ألبوم لبي تي أس يحصد على مليون نسخة مباعة في كوريا الجنوبية. بحلول عام 2017، عبروا بي تي أس إلى سوق الموسيقى العالمية، وقادوا الموجة الكورية إلى الولايات المتحدة وحطموا العديد من أرقام المبيعات القياسية، ليصبحوا أول فرقة كورية تحصل على شهادة من رابطة صناعة التسجيلات الأمريكية (RIAA) لأغنيتهم "Mic Drop". ويعتبرون أول فنان كوري يحتل مخطط بيلبورد 200 مع ألبومهم Love Yourself: Tear (2018) ومن حينها تصدروا مخططات الولايات المتحدة مع ألبوماتهم Love Yourself: Answer (2018)، وMap Of The Soul: Persona (2019)، وMap Of The Soul: 7 (2020)، جاعلًا منهم أسرع فرقة تتصدر المركز الأول بأربعة ألبومات في أقل من سنتين مُنذ ظهور فرقة البيتلز. وأيضًا حطم ألبوم Love Yourself: Answer الرقم القياسي الشهري بمخطط قاون للألبومات حيث كان الرقم القياسي لـ Love Yourself: Tear وأيضًا أصبح ألبوم Love Yourself: Answer أول ألبوم كوري يحصل على الشهادة البلاتينية في الولايات المتحدة.
بعد أن باعوا أكثر من 20 مليون ألبوم في مخطط غاون للموسيقى، أصبح بي تي أس الفنان الأكثر مبيعًا في تاريخ كوريا الجنوبية ويمتلكون أكثر ألبوم مبيعًا في كوريا الجنوبية مع ألبومهم Map Of The Soul: 7. وفقًا لـ IFPI فإن بي تي أس يحتلون المركز الثاني في أفضل فنان مبيعًا عالميًا بعام 2018 في مخطط الفنان العالمي، وأيضًا الفنان الغير متحدث بالإنجليزية الوحيد الذي يدخل للمخطط. كما فازت الفرقة بجائزة أفضل فنان اجتماعي لثلاث سنوات على التوالي وجائزة أفضل فرقة/ثنائي في حفل بيلبورد السادس والعشرين. أيضًا ظهرت الفرقة على غلاف مجلة تايم كـ «قادة الجيل القادم»، وأيضًا بقائمة أكثر 25 شخص تأثيرًا على الإنترنت (2017-2019) وقائمة أكثر 100 شخص تأثيرًا بالعالم (2019) مع إعطائهم لقب «أمراء البوب». وقامت مجلة فوربس الكورية بتسميتهم كأكثر مشهور تأثيرًا بكوريا الجنوبية في عام 2018 و 2019، كما احتل بي تي أس المركز 43 في قائمة فوربس لأقوى 100 مشهور (2019) كأحد أكثر المشاهير ربحًا عالميًا. احتل بي تي أس المركز الرابع في مخطط بيلبورد لأشهر فنان اجتماعي في 2010، وكانوا أعلى فرقة بالقائمة. أثناء جولتهم العالمية Love Yourself، أصبح بي تي أس أول فنان آسيوي وأول فنان غير متحدث باللغة الإنجليزية يؤدي ويبيع ملعب ويمبلي بالكامل، كما حطموا الرقم القياسي في الإيرادات الأعلى في تاريخ ملعب روز بول. صنف بيلبورد بي تي أس بالمركز 45 في قائمة أفضل جولات الفنانين في 2010، مصبحين بذلك أعلى فنان آسيوي بالإضافة لغير متحدث بالإنجليزية في القائمة. واعتبارًا من عام 2019، يزعم أن قيمة بي تي أس تبلغ أكثر من 4.65 مليار دولار لاقتصاد كوريا الجنوبية سنويًا، أو 0.3 بالمئة من الناتج الإجمالي المحلي للدولة. جذب بي تي أس واحدًا من كل 13 سائح أجنبي زار كوريا الجنوبية وأيضًا ذكر أنهم أحد الفنانين الرئيسين الذين يزيدون مبيعات الموسيقى عالميًا إلى 19 مليار دولار في عام 2018.
بعد إنشاء حملة «أحب نفسي» لمكافحة العنف بشراكة مع اليونيسف، ألقى بي تي أس خطابًا في الجمعية العامة للأمم المتحدة الثالثة والسبعين وأصبحوا أصغر متلقي وسام الاستحقاق الثقافي من رئيس كوريا الجنوبية بسبب مساهمتهم في نشر الثقافة واللغة الكورية.

## الاسم
يرمز اسم الفرقة بي تي أس إلى المصطلح الكوري وهو "بانقتان سونيوندان (الكورية: 방탄소년단)، ومعناه الحرفي هو "فتيان ضد الرصاص". وفقًا للعضو جايهوب يدل الاسم على "رغبة الفرقة بصد الأنماط الشائعة، والانتقادات، والتوقعات التي تستهدف المراهقين كالرصاص." وفي اليابان يُعرفون باسم "بودان شونيندان (防弾少年団)"، والذي يُترجم لنفس المعنى. في شهر يوليو من عام 2017، أعلن بي تي أس أن اسمهم سيرمز إلى "خلف الكواليس (Beyond the Scene)" كجزء من علامة هويتهم التجارية الجديدة. وهذا الاسم امتد ليصبح معناه "الشباب الناضجين BTS الذين يتجاوزون الوقائع التي يواجهونها، ويمضون قدمًا".

## المسيرة

### 2010–2014: تكوين الفرقة وسنوات البداية

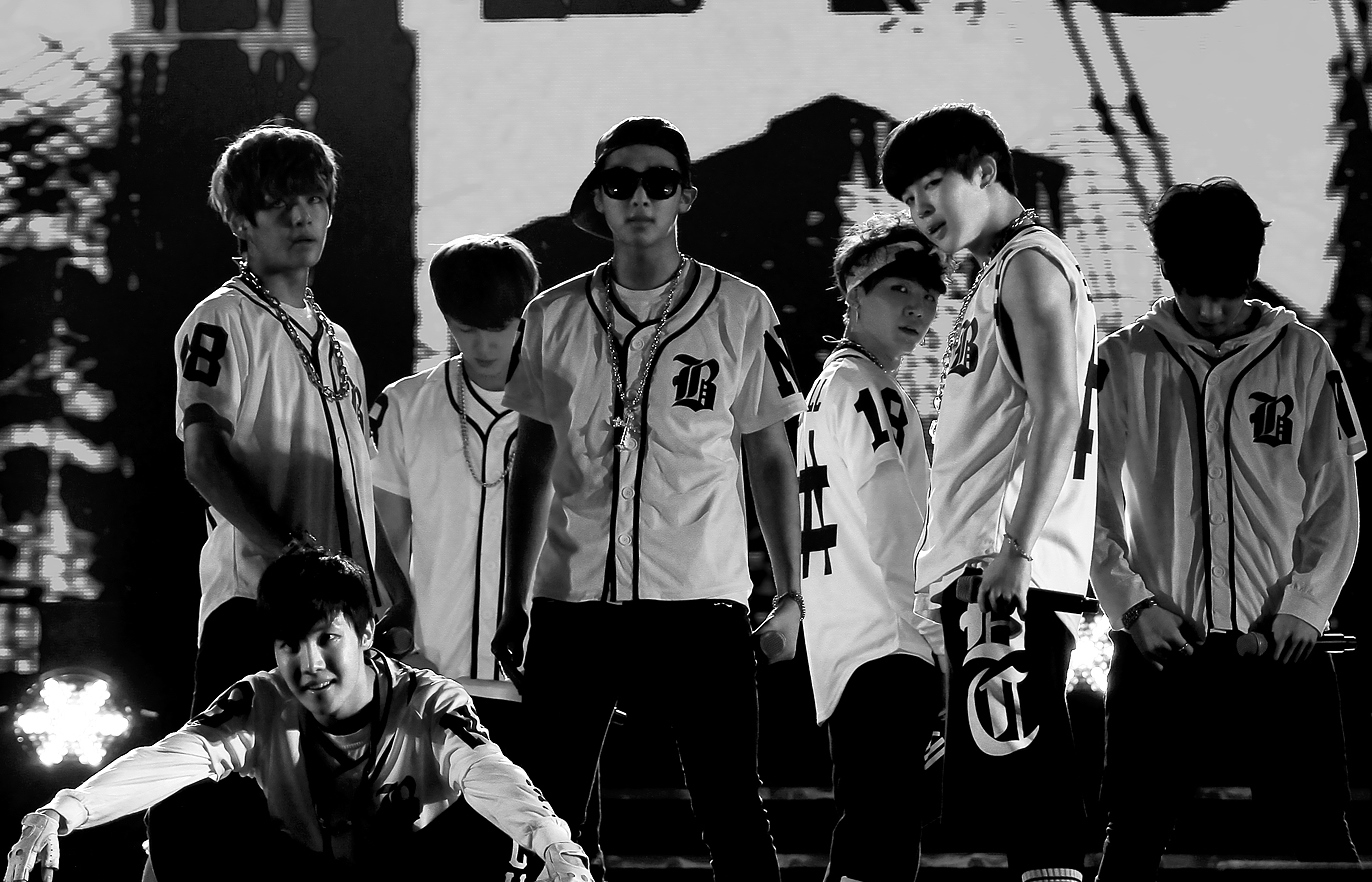
بي تي أس يؤدون في حفل إنتشون بعام 2013.

بدأ تكوين الفرقة في عام 2010 بعدما قابل بانغ شي هيوك المدير التنفيذي لشركة بيغ هيت الترفيهية قائد الفرقة آر إم وأثار إعجابه بمهاراته في غناء الراب. كان من المفترض أن يكون بي تي أس فرقة هيب هوب مشابهة لفرقة وانتايم من شركة واي جي الترفيهية، لكن خلال بداية تكوينهم وترسيمهم قرر بانغ شيهيوك أن الشباب المعاصر يحتاجون إلى «بطل يُمكنه إعارتهم كتفًا ليستندوا عليه دون أن ينطقوا كلمة واحدة». كان من المفترض أن تترسم الفرقة في عام 2011 وتظهر في عدة مسارات لفنانين مثل تو أي إم وإي سنغ غي قبل أن يتم تأجيل ترسيمهم وتم إعادة تنظيم مخططات الفرقة بأن تصبح فرقة آيدول تقليدية. فأصبحت تشكيلة الفرقة النهائية: جين، وشوقا، وجايهوب، وآر إم، وجيمين، وڤي، وجونقكوك في عام 2012. قبل ترسيمهم بستة أشهر، بدؤوا بجذب الانتباه بتواجدهم على عدة مواقع تواصل اجتماعي، وعدة كوفرات للأغاني على يوتيوب وساوند كلاود.
 في 12 يونيو 2013، أصدر بي تي أس ألبوم ترسيمهم 2 كول 4 سكول، أول إصدار من سلسلة «ثلاثية المدرسة» بالتزامن مع الأغنية الرئيسية "No More Dream" التي حصلت على المركز 124 في كوريا قبل أن تسقط من المخططات سريعًا. بينما احتل الألبوم المركز الخامس في كوريا الجنوبية وباع أكثر من 145,000 نسخة، والتي لم تحقق نجاحًا كبير، فقد بيعت 24,000 نسخة فقط في عام 2013. وتبعتها أغنية “We Are Bulletproof Pt.2" التي فشلت في الظهور بالمخططات. في ألبومهم “2 Cool 4 Skool" استخدم بي تي أس الأسلوب القديم لإيقاعات الهيب هوب وبعضًا من خدوش الثمانينات والتسعينات. مُنذ بدايتهم، كان بي تي أس مقتنعين أن رواية قصتهم هي الطريقة الوحيدة لجعل الشباب يتعلقون بأعمالهم. عكست كلمات أغاني الألبوم سوء الفهم والتحيز تجاههم، وانتقادات المجتمع من حولهم التي تحط من قيمة أحلامهم، وقلقهم وعزمهم نحو المستقبل. خلال إنتاج الألبوم، قاموا شوقا وأر آم بإعادة كتابة كلمات أغنية "No More Dream" أكثر من 20 مرة. تبع إصدار الألبوم ظهورهم في عدة برامج موسيقية. على الرغم من كونهم غير مصقولين، أداءاتهم المبكرة أظهرت قوة هالتهم الساحرة على المسرح. ثم توسعوا بنطاقهم إلى اليابان، تم إعادة تسجيل "No More Dream" لاحقًا باللغة اليابانية وإصدارها في يونيو 2014.
في سبتمبر 2013، أصدر بي تي أس الجزء الثاني من «ثلاثية المدرسة»، الألبوم المطول "O!RUL8,2?"، بجانب أغنيته "N.O" والتي احتلت المركز 92 في كوريا. وأيضًا احتل الألبوم المطول المركز الرابع في كوريا وباع أكثر من 160.000 نسخة حتى الآن، متضمنًا 34.000 النسخة في سنة الإصدار. مُوسيقيًا، لم تغير فرقة بي تي أس أساسيات نمط موسيقاها مقارنة بألبوم 2 كول 4 سكول حيث استخدمت الفرفة أسلوب الراب الحماسي مدمجة بإيقاعات موسيقى التراب والآلات الموسيقية النحاسية والألحان العاطفية. من ناحية كلمات الأغاني، توسع الألبوم المطول إلى مفهوم الأحلام والسعادة، كاشفًا عن إحباطهم في ظل نظام التعليم الكوري القاسي وتصميمهم على مواجهة صراع إثبات أنفسهم. على الرغم من العديد من الأداءات في البرامج الموسيقية الكورية، انخفض مركز الأغنية بسرعة من المخططات. في ذات الشهر، بدأ بانقتان برنامجهم المتنوع «روكي كينق» قناة بانقتان في قناة إس بي إس إم تي في، مقتبسة من محطة بث مزيفة «قناة بانقتان»، والتي قام من خلالها الأعضاء بتقليد برامج متنوعة مثل VJ Special Forces وماستر شيف الكوري. في نهاية السنة، تم تكريم بي تي أس بالعديد من الجوائز، جائزة الفنان الجديد للسنة، بما في ذلك حفل جوائز ميلون الخامس وحفل جوائز القرص الذهبي الثامن والعشرون، وحفل جوائز سيؤول الموسيقي الثالث والعشرين.

### 2014–2015: نجاح متواضع وجولتهم الأولى

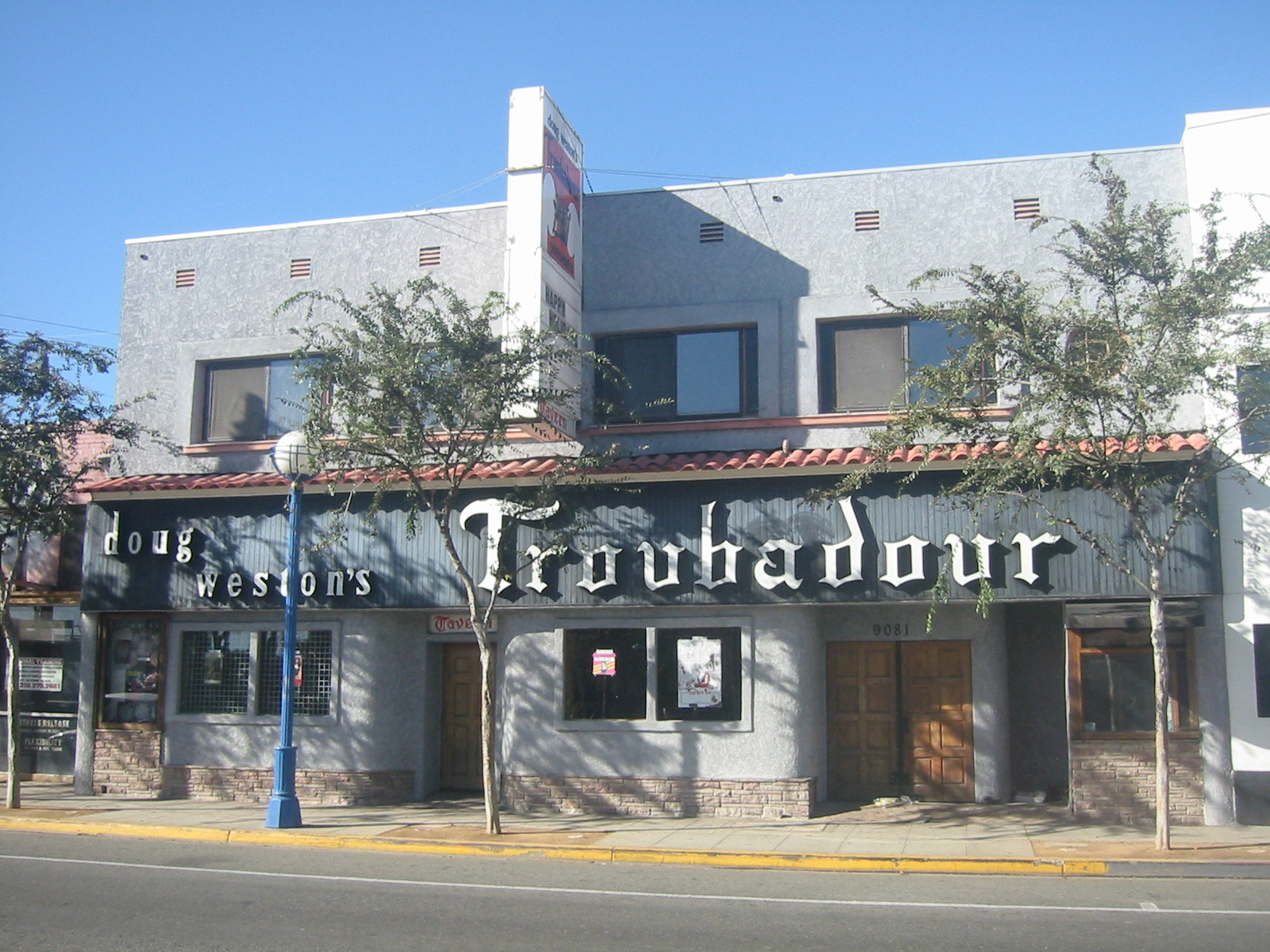
خارج الملهى الليلي تروبادور (التقطت الصورة عام 2006) حيثُ أقاموا بي تي أس حفلهم الموسيقي الأول في الولايات المتحدة مجانًا.

العمل الأخير لهم من «ثلاثية المدرسة» هو «سكول لوف أفير» والذي تم إصداره في يناير 2014 وتصدر مخطط قاون للألبومات ببيعه لـ 100.000 نسخة في عام 2014 وأكثر من 250.000 نسخة إجمالًا. كما أنه كان أول ظهور لبي تي أس في مخطط بيلبورد للألبومات العالمية مُحتلاً المركز الثالث. دُعم الألبوم بالأغنيتين «بوي إن لوف» (الكورية: 상남자)، و«جست ون داي» (الكورية: 하루만) واللتان قد حققتا المركزين 45 و 149 على التوالي في كوريا. في حين حافظ ألبوم «سكول لوف أفير» على تأثير الهيب هوب مع دمج موسيقى الآر آند بي والروك الصاخبة، صاحب الألبوم تغيرٌ في المفهوم ما بين الأحلام والسعادة إلى الحب، مع التركيز على سن الالتحاق بالمدرسة والحب في عمر الشباب. وبعد إصدار الألبوم قامت فرقة بي تي أس بظهورٍ متعدد في البرامج الموسيقية الكورية وأقاموا لقاء المعجبين الأول في مارس مع حضور يصل إلى 3.000 مُعجب في سيؤول. في يوليو أقامت الفرقة حفلهم الأول بالولايات المتحدة في ويست هوليوود مجانًا لجمهور يصل إلى 200 معجب. وفي أغسطس صنعت الفرقة ظهورها الأول في مهرجان كون بلوس أنجلوس.
في أغسطس 2014، أصدرت فرقة بي تي أس أول ألبوم كوري بعنوان «دارك & وايلد» والذي حقق المركز الثاني في كوريا وباع أكثر من 200.000 نسخة بالمجمل. تم دعمه بأغنيتين «دينجر» و«حرب الهرمون» (بالكورية: 호르몬 전쟁) واللتان قد حققتا المركز 58 و 137 على التوالي في كوريا. كان الألبوم بمثابة امتدادٌ سردي لـ «ثلاثية المدرسة» وانتقالاً لسلسلتهم التالية. موسيقيًا، دمجت في الألبوم أصوات الجيتار الكهربائية الجريئة من موسيقى الروك في إطار موسيقى الهيب هوب واستمروا في توسيع مجالهم نحو موسيقى ريذم أند بلوز. المفهوم الرئيسي في كلمات الألبوم ركزت على التعبير عن مشاعر النضج، ورغبات الشباب والتوق للرومانسية. أثناء إنتاجهم للألبوم، قامت فرقة بي تي أس بتسجيل أغنيتهم «دينجر» باستخدام استديو مؤقت في مرأب في لوس أنجلوس. بعد ظهورهم المتعدد في البرامج الموسيقية، بدأت الفرقة جولتهم الأولى المُسماة جولة الرصاصة الحمراء، من أكتوبر وحتى ديسمبر وأقيمت في قاعات ومسارح متنوعة في ستة مدن: سيؤول، وكوبه، وطوكيو، ومانيلا، وسنغافورة، وبانكوك.
تم إصدار ألبومهم الياباني الأول «ويك أب» في ديسمبر 2014، واحتل المركز الثالث في مخطط أوريكون للألبومات وباع 28,000 نسخة. إلى جانب إعادة تسجيل نسخ يابانية لأغانيهم السابقة، واحتوى أيضًا على المسارين الأصليين «ويك أب» و«ذا ستارز». ولدعم الألبوم أقاموا جولتهم اليابانية الأولى في فبراير 2015 وسط حضور يصل إلى 25,000 معجب في أربعة مدن. بعد الانتهاء من جولتهم اليابانية أقامت فرقة بي تي أس حفلهم المنفرد الثاني في كوريا تحت اسم «بدأت BTS» في مارس لجمهور يصل إلى 6,500 معجب.

### 2015–2016: التقدم والنجاح التجاري
قاموا بتحويل أصواتهم وصورتهم من نمط الهيب هوب الذكوري العدواني إلى أنماط أكثر تنوعًا، لذا أراد بي تي أس التعبير عن جمال وقلق «الشباب» واستقروا على اسم (الكورية: 화양연화) والذي يفسر باسترسال  مُصطلح «الشباب» على أنه «أجمل لحظة في الحياة». ألبومهم المطول الثالث بعنوان "The Most Beautiful Moment in Life, Part 1" (مارس 2015) يستعرض نمو ومشاعر الشباب الأليمة والجوانب المرحة والمبهجة أيضًا. قامت قناة فيوز بإدراجه في قائمتهم «أفضل 27 ألبوم لعام 2015 حتى الآن»، وهو الألبوم الكوري الوحيد في القائمة وباع الألبوم المُطول أكثر من 415,000 نسخة حتى الآن. أغنية الألبوم  الرئيسية هي "I NEED U" وكانت أول أغنية لـهم تندرج تحت أعلى خمس أغانٍ في كوريا، كما حصلوا على أول جائزة بالبرنامج الموسيقيّ ذا شوو من قناة إس بي إس إم تي في. وأغنيتهم الثانية "Dope" (الكورية: 쩔어) حققت المركز 44 في كوريا، وارتفعت للمركز الثالث في مخطط بيلبورد للمبيعات الرقمية للأغاني، وأول فيديو موسيقي لهم يحقق أكثر من 100 مليون مشاهدة على يوتيوب في شهر أكتوبر. بدأت الفرقة بتمديد جولتها العالمية ريد بوليت في شهر يونيو باسم "Live Trilogy Episode II: The Red Bullet 2015"، وزاروا عدة مدن في آسيا، وأستراليا، وأمريكا الشمالية، وأمريكا اللاتينية. صدرت أغنيتهم اليابانية الرابعة "For You" في 17 يوليو للاحتفال بالذكرى الأولى لترسيمهم الياباني وتصدرهم في مخطط أوريكون الياباني، ولقد باعوا أكثر من 42,000 نسخة خلال أول يوم فقط. ولاحقًا قام بي تي أس بالأداء في مهرجان Summer Sonic الياباني في 15 و16 أغسطس.
في شهر نوفمبر، بدأ بي تي أس جولتهم الثالثة "2015 BTS LIVE "The Most Beautiful Moment In Life: On Stage"، حيث ترسمت أغنيتهم الجديدة والأغنية الرئيسية "RUN" من ألبومهم المُطول الرابع "The Most Beautiful Moment In Life, Part 2"، في حفلات كوريا. ركٌز الألبوم المطول وبشكل موضوعي على جوانب الشباب المتضاربة والأكثر جدية والمحفوفة بالمخاطر وتطرق إلى مواضيع مثل السعي وراء النجاح، والوحدة، والعاطفة تجاه أصولهم، ومعاناة جيل الشباب بسبب ظروف وخيمة في مجتمعنا الحالي. من الناحية الانتقادية، أثنى عليها كدمج ناجح لأسلوب The Most Beautiful Moment In Life, Part 1 مع هوية BTS الأولوية. دخل الألبوم مخطط قاون الأسبوعي ومخطط بيلبورد العالمي للألبومات وبهذا أصبح بي تي أس أول فنان كي بوب يتصدر لعدة أسابيع. كما سجلت أول ظهور لها على مخطط بيلبورد 200، واحتلت المركز 171 مع أكثر من 5 الآلاف نسخة. تلقى بي تي أس جائزة أفضل مؤدي عالمي في حفل "Mnet Asian Music Awards" الـ 17 تقديرًا لقاعدة جماهيرهم العالمية.

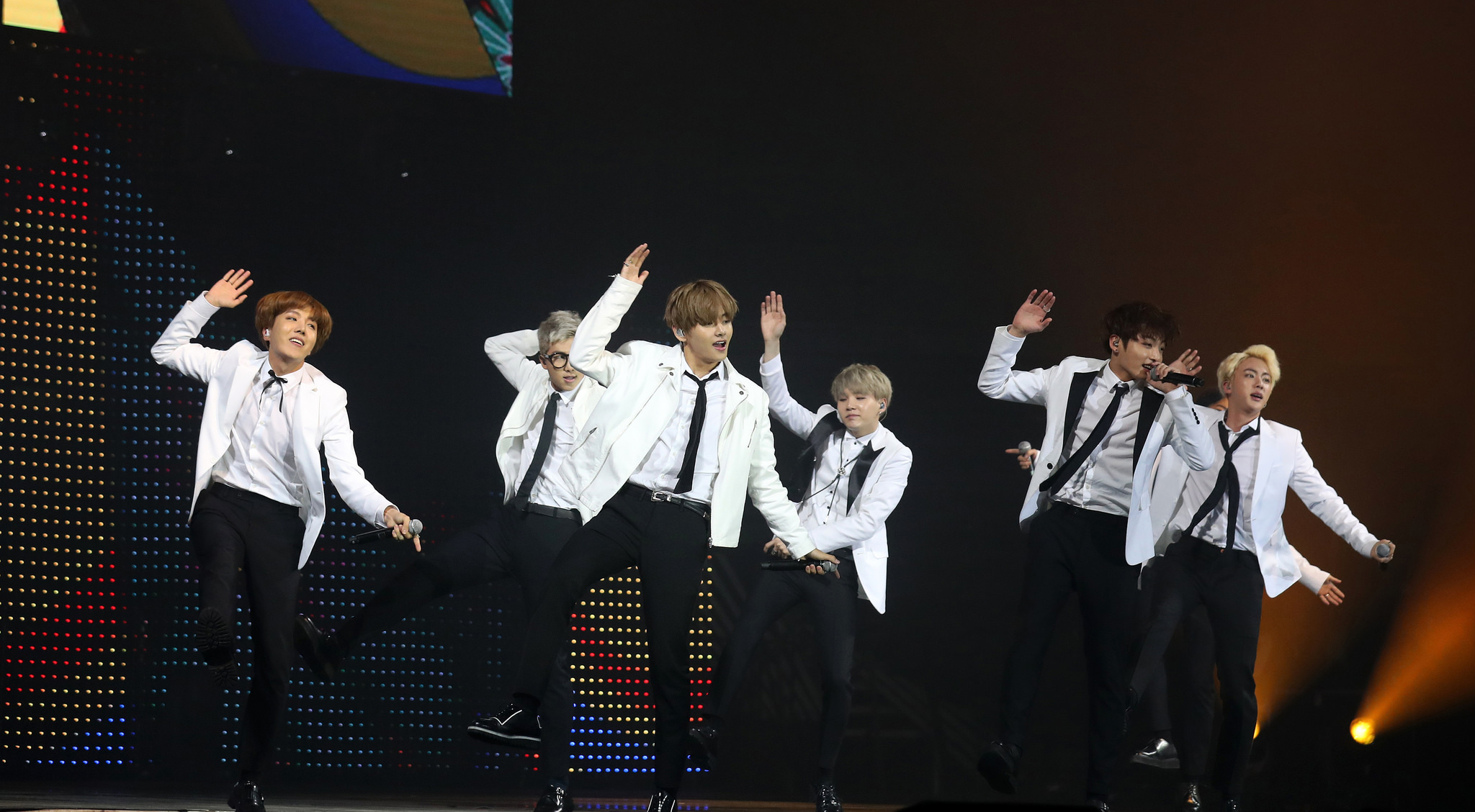
بي تي أس يؤدون في KCON فرنسا بباريس 2 يوليو 2016.

صدر ألبومهم الأول الكوري المجمع والأخير إلى «سلسلة الشباب» The Most Beautiful Moment in Life: Young Forever في مايو 2016. يتضمن ثلاث أغانٍ جديدة: الأغنية التي كانت ضمن أشهر 40 أغنية "Epilogue: Young Forever" وأشهر 10 "Fire" (الكورية: 불타오르네)، وأشهر 2” "Save Me". دخل ألبومهم مخطط قاون الأسبوعي في كوريا لأسبوعين متتالية واحتلت المركز 107 في الولايات المتحدة بمخطط بيلبورد 200. لاحقًا فاز بي تي أس مع ألبومهم The Most Beautiful Moment in Life: Young Forever بأول جائزة مهمة في كوريا، جائزة ألبوم السنة في حفل Melon Music Award الثامن. شرع بي تي أس لاستكمال جولتهم الآسيوية 2016 BTS LIVE "The Most Beautiful Moment"، من شهر مايو حتى أغسطس، زائرين فيها 10 مدن ويؤدون لـ144,000 معجب. أثناء جولتهم، عقد بي تي أس حفلًا بارزًا لمدة يومين في ملعب الجمباز الأولمبي بسيؤول في شهر مايو، وأدوا كنجوم مشهورين في كل من عروض KCON بالولايات المتحدة التي عقدت تلك السنة في نيويورك (يونيو) ولوس أنجلوس (يوليو)، لتصبح مباعة بالكامل. ومع نجاحاتهم الأخرى، أصبحوا أول فرقة كي بوب تحصل على أول رمز تعبيري لهم على تويتر في شهر مايو 2016. "فاز BTS بأول جائزة مهمة في كوريا، جائزة ألبوم السنة في الحفلة الثامنة لـ Melon Music Award.

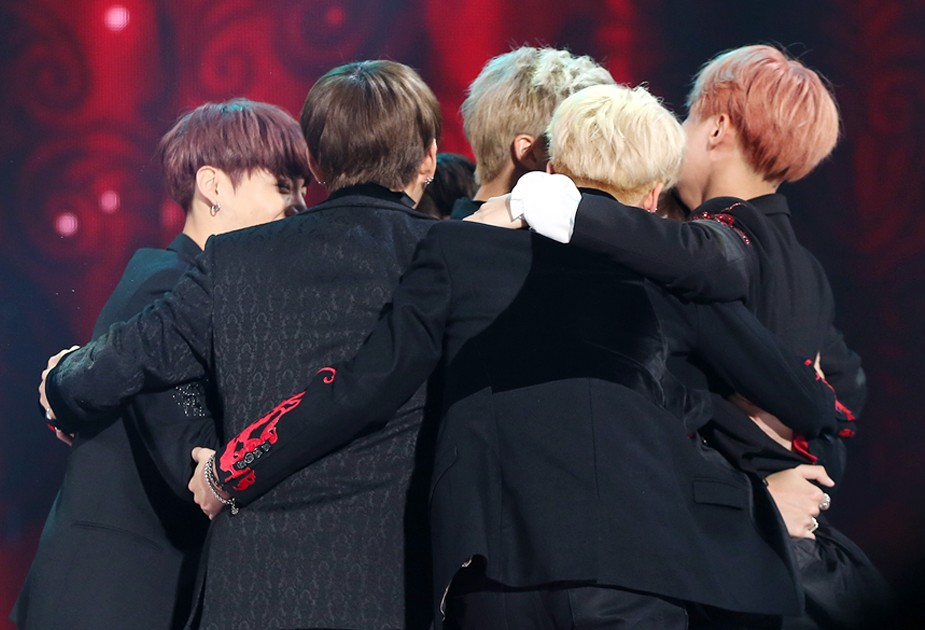
فازوا بي تي أس بأول جائزة مهمة في كوريا، جائزة ألبوم السنة في الحفلة الثامنة لـ Melon Music Award، في 19 نوفمبر 2016.

في سبتمبر 2016، أصدر بي تي أس ألبومهم الثاني الياباني Youth. وقد باع أكثر من 44,000 نسخة في اليوم الأول من الإفراج واحتل المركز الأول في اليابان. الطلبات المسبقة لألبومهم الكوري الثاني Wings، صدر في أكتوبر 2016، مع مجموع مبيعات أكثر من 500,000 نسخة في الأسبوع الأول. جمع ألبوم Wings موضوعات الشباب المقدمة  في «سلسلة الشباب» السابقة مع مواضيع إغراءات وشدائد وللمرة الأولى كمجهود جماعي تضمن الألبوم 7 مسارات فريدة أظهرت إمكانيات كل فرد واستقلاليته كموسيقيّ منفرد. تلقى الألبوم ثناءً من النقاد، وقام رولينق ستون بتسميته «واحد من الألبومات البوب الأكثر طموحًا من الناحية المفهومية والسماعية في عام 2016»، بينما قام فيوز بالثناء على «مواد الأغنية المؤثرة والصادقة» والمسارات المتنوعة. حصلت الأغنية الرئيسية "Blood Sweat & Tears" على "All-Kill" بمخططات الموسيقى في كوريا الجنوبية، وأصبحت أول أغنية احتلت المركز الأول في مخطط قاون الأسبوعي. كما حصل الفيديو الموسيقي لها على أكثر من 6 ملايين مشاهدة خلال 24 ساعة، محطمين بهذا سجلهم السابق في اليوتيوب لأكثر فيديو موسيقي مشاهدة لفرقة K-Pop خلال 24 ساعة. احتلت Wings المركز 26 في مخطط بيلبورد 200 بالولايات المتحدة، وهو أعلى مركز لألبوم كي بوب على الإطلاق، وأصبح BTS أول فرقة كورية تتصدر مخطط بيلبورد Social 50 في ذلك الشهر. وكان أول ألبوم يبيع مليون نسخة، وصولًا إلى 1.5 مليون نسخة بكوريا الجنوبية في تلك السنة وأصبح أفضل ألبوم مبيعًا في مخطط قاون للألبومات في ذلك الوقت. كان بي تي أس أول فنان ليس من «شركات الترفيهية الثلاث الكبيرة» (SM، وYG، وJYP) يفوزون بجائزة فنان السنة في الحفل الثامن عشر من Ment Asian Music Award في شهر ديسمبر.

### 2017: الانتشار عالميًا والتعاونات
في فبراير من عام 2017، أطلق بي تي أس إصدارًا مُعاد تجميعه من ألبوم "Wings" الذي تمّ إصداره في عام 2016 تحت اسم "You Never Walk Alone" وقد حقق الطلب المسبق للألبوم أكثر من 700,000 نسخة مُحطمًا الرقم القياسي لأكثر ألبوم مبيعًا في الشهر. قدر الإصدار المُعاد تجميعه أربع أغانٍ حصرية، ولاقت الأغنية الرئيسية «Spring Day» (هانغل: 봄날) إشادات من نقاد مجلة دازيد لاعتبارها «دراسة ذكية وآسرة ومُقيدة بأناقة عن الخسارة والشوق» والتي «تجنبت عمدًا البذخ المبتذل والدراما» بتجسيدها للحنين والحزن فتحت فصلًا جديدًا في جمالية وغنائية بانقتان وجذبت لهم أنظار معجبين تخطوا مسألة حدود الأجيال. بعد إطلاق أغنية "Spring Day" تصدرت ثمانية مخططات موسيقية في كوريا الجنوبية بما فيها مخطط قاون، ومخطط ميلون الذي أدت إلى تعطيله مؤقتًا تبعًا للعدد الهائل من المستمعين في الوقت ذاته. ودخلت مخطط ببلنغ تحت الهوت 100 الأغاني المنفردة واحتلت المركز 15 بدون أي ترويج. وكدليل على قوة احتلالها للمخططات، تُعد أغنية «Spring Day» أكثر الأغاني بقاءً لفرقة آيدول في مخطط ميلون ليومنا هذا. لاحقًا نالت الأغنية جائزة أغنية السنة في حفل مل وان ميوزيك أوورد الموسيقيّ التاسع.
تزامنًا مع إطلاق ألبوم You Never Walk Alone، بدأت الفرقة جولة 2017 BTS Live Trilogy Episode III: The Wings Tour من شهر فبراير إلى ديسمبر. حطت هذه الجولة 12 دولة من ضمنها، البرازيل، وأستراليا، واليابان، وهونغ كونغ، والولايات المتحدة جامعةّ 550,000 من المعجبين. في هذه الجولة أخذت الفرقة بالتطور تدريجيًا من ناحية مواقع إقامة الحفلات فتحوّلت من القاعات إلى القبب والملاعب. في أمريكا الشمالية نفدت تذاكر الحفل بغضون دقائق وتم إضافة عرضين آخرين نظرًا للطلب المتزايد، مما أدى هذا إلى جعل بي تي أس أول فرقة كورية تباع تذاكر حفلهم في الولايات المتحدة. بعد أن أنهى بي تي أس حفلاتهم في الولايات المتحدة، حضروا حفل جوائز بيلبورد الموسيقية الرابع والعشرين في شهر مايو وفازوا بجائزة أفضل فنان اجتماعي فأصبحوا أول فرقة كورية تكرم بجائزة في حفل بيلبورد.
احتفالًا بالذكرى الـ 25 لأيقونة الموسيقى الكورية سيو تايجي كجزء من مشروعه لذكرى "Time: Traveler" قام بي تي أس بالإفراج عن نسخة مُعاد إنتاجها من أغنيته الكلاسيكية "Come Back Home" التي صدرت لأول مرة في عام 1995، وقد قاموا بإعادة صياغة للصوت والكلمات إلى مشاعر مشابهة تجاه التغييرات المجتمعية التي ناقشها سيو تايجي في أغانيه. بعد ذلك قام سيو تايجي بدعوة بي تي أس كي يكونوا مغنين وراقصين خلفيين لثمانية من أغانيه في حفله الذي عقد بملعب سول الأولمبي في أوائل شهر ديسمبر. خلال الحفل اعترف سيو تايجي بتشابه الأفكار التي تتناولها الفرقة في أغانيها بالتي كان يناقشها بأغانيه واعترف بهم كخليفته بالموسيقى، مُصرحًا: «هذ هو جيلكم الآن، فلتروهم».
بعد تصويرهم لمفاهيم النمو والإغواء في ألبوم Wings (2016) والمواساة في ألبوم You Never Walk Alone (2017). باشر بي تي أس بسلسلة "Love Yourself" والتي سعوا من خلالها التوعية بشأن حب الذات بتعاقب سردي تضمن «مقدمة، وتطور، وتحول، وخاتمة». في سبتمبر من عام 2017، أفرجوا عن أول جزء من السلسلة وهي "Love Yourself: Her" وتعاونوا فيها بأغنية "Best Of Me" مع أندرو تارغات من ذا شينسموكرز. كان الألبوم مرفقًا مع أغنيتين منفردتين، الأولى هي DNA والثانية ريمكس ستيف أوكي لأغنيتهم MIC Drop التي تعاونوا بها مع الرابر الأمريكي ديزاينر. بالنسبة للتعاقب السردي فإن هذا الألبوم قدم "承" أول تطور السلسة الذي عدّه آر إم أحد نقاط التحول الرئيسية في مسيرة الفرقة. من ناحية قصة الألبوم فإن Love Yourself: Her يصف بهجة وسعادة الوقوع في الحب. أما موسيقيًا فقد قدم الألبوم «استكشاف لميول الفرقة المزدوجة تجاه البوب الإلكتروني والهيب-هوب» يتألف أول جزء في الألبوم «من أغانٍ ذات نغم راقص ركزت على أصوات مغنيي الفرقة أما الجزء الثاني فقد جاء حاملًا جانب الهيب-هوب بجدية تصحبها أداءات راب قوي».
من الناحية التجارية واصلت فرقة بانقتان صنع أرقام قياسية جديدة بألبوم Love Yourself: Her مع احتلالهم المركز 7 في مخطط بيلبورد Hot 200 ببيعهم لـ 31,000 وحدة. أما في كوريا فقد باع الألبوم مليون ونصف نسخة في أول شهر له على مخطط قاون محطمًا الرقم القياسي لعدد مبيعات الألبومات خلال شهر واحد وعدد المبيعات خلال الـ 16 سنة الماضية، وفي المركز الثاني بعد ألبوم Chapter 4 لفرقة g.o.d الذي صدر في عام 2001. تم الإفراج عن DNA في نفس الوقت الذي أفرح فيه عن الألبوم وقد ترسمت بالمركز الثاني في كوريا أما الفيديو الموسيقي للأغنية فقد كسر الرقم السابق لأكثر الفيديوهات مشاهدة خلال أول 24 ساعة بعدد مشاهدات بلغ أكثر من 20 مليون على اليوتيوب. وأصبحت DNA أول أغنية للفرقة تدخل مخطط بيلبورد هوت 100 محتلة المركز 85 جاعلة بي تي أس أول فرقة فتيان كورية تحقق هذا الإنجاز بأغنية كورية. وفي الأسبوع الذي تلاه صعدت الأغنية للمركز 67 لتصبح أول أغنية كورية تحقق هذا المركز متفوقة في هذا على أغنية وندر غيرلز التي كانت تحتل المركز 76. الأغنية الأخرى MIC Drop (ريمكس) احتلت المركز 28 في مخطط بيلبورد وأصبحت أول أغنية كورية تدخل المراكز الـ 40 الأولى في المخطط. كلا الأغنيتين «ريمكس MIC Drop» و"DNA" حصلتا على شهادة ذهبية من رابطة صناعة التسجيلات الأمريكية (RIAA)، لكي تصبح الفرقة أول فنان كوري يحصل على شهادتين منها. بعدها حصلت أغنية "MIC Drop" على شهادة بلاتينية. في نوفمبر من عام 2018 جاعلة بي تي أس أول فرقة كورية تحصل عليها في الولايات المتحدة. أما في ديسمبر عام 2017، تم الإفراج عن "DNA" و"MIC Drop" في اليابان إلى جانبهما أغنية جديدة وهي "Crystal Snow"، وقد تصدرت مخطط الأوريكون وأصبح بي تي أس أكثر الفنانين الكوريين مبيعًا بغضون أسبوع واحد، فقد باعوا منها 380,000 نسخة بحلول نهاية العام وأصبحوا الفرقة الأجنبية الوحيدة التي تحصل على شهادتين بلاتينية في ذلك العام.
في نوفمبر من عام 2017، أصبح بي تي أس أول فرقة تؤدي في حفل جوائز الموسيقى الأمريكية، لكي يلمع نجمهم على مستوى العالم. وفي الشهر ذاته أعلنت موسوعة غينيس للأرقام القياسية أن بي تي أس تمكنوا من أن يكونوا ضمن إصداراتها ليحملوا لقب «أكثر من تم تداول أخباره على تويتر». في شهر ديسمبر أصبحوا أول فرقة كورية تقدم عرضًا في احتفال Dick Clark's New Year's Rockin' Eve للاحتفال بالعام الجديد، وصنعوا أول ظهور لهم في برنامج موسيقي ياباني على قناة أراشي، كما تمت استضافتهم في برنامج Japan Music Station Super Live. وفي نهاية العالم حصلت الفرقة على ثاني جائزة لها عن فنان العالم في حفل إمنت الآسيوي الموسيقيّ التاسع عشر، ليصبحوا أول فنان يحصل على جائزتي فنان العام في العام نفسه على التوالي. بالإضافة إلى كونهم أول فرقة من خارج «الثلاث الشركات الكبرى» تحصل على الجوائز الكبرى في حفل قولدن ديسك الموسيقيّ وحفل سيؤول الموسيقيّ تواليًا.

### 2018: الاعتراف عالميًا
بفترة تحضيرهم لألبومهم القادم، قام بي تي أس بإصدار سلسلة وثائقية حصرية من ثماني حلقات على يوتيوب بريميم بعنوان Burn the Stage والتي تم بثها بدءًا من شهر مارس وحتى مايو 2018، يعرضون فيها خلف الكواليس جولة Wings لعام 2017. في أبريل، تم الإفراج عن ثالث ألبوم ياباني للفرقة بعنوان Face Yourself، والذي ترسم في المركز 34 في مخطط بيلبورد 200 كأعلى ثالث ألبوم ياباني في تاريخ المخططات. بالتزامن مع الإفراج عن ألبوم Face Yourself قامت الفرقة بالإفراج عن فلم قصير مدته تسع دقائق بعنوان "Euphoria: Theme of Love Yourself: Wonder"، والذي تضمن أغنية Euphoria"" وجسد الـ "起" أو «البداية» لسرد تسلسل حكايتهم.
في مايو 2018، أفرج بي تي أس عن ثالث ألبوم باللغة الكورية، Love Yourself: Tear بالتزامن مع الإعلان عن الحفل بيلبورد الموسيقيّ الخامس والعشرين. ترسمت الفرقة كمؤديين بأغنيتهم الرئيسية "Fake Love"، وحازوا على جائزة أفضل فنان اجتماعي، مما جعلهم الفنان الكوري الوحيد الذي فاز بالجائزة لسنتين على التوالي. خلال سرد الأحداث تزامن الألبوم مع "轉" أو «تغير» السلسلة لامسًا تنوير الحب الصاخب دون أن يحبك أحدهم ومشجعًا الأشخاص الذين ليس لديهم أحلام. تلقى الألبوم بشكل عام تعليقات إيجابية من النقاد ووصفته كايتلين كيلي من بيلبورد بأنهُ «واحدٌ من أكثر الألبومات تماسكًا من حيث المفهوم والتناسق الصوتي وفي نفس الوقت متنوعٌ على نحوٍ إنتاجي تنافسي عالٍ يعكس الكلمات الغنائية التي تتحدث عن الفراغ» بينما كتب شيلدون بيرس من Pitchfork أن «أسلوب الألبوم أنيق، وموضوعي على نحوٍ منفتح يتحدث عن الحب والخسارة بتركيزٍ بارزٍ وقوي على موسيقى الراب أكثر من السابق" وأنه "يهدف إلى الانسجام وينتج أغانٍ مرحة ومترابطة ووضعها في الحسبان.»
وعلى مستوى التجاري كان ألبوم Love Yourself: Tear أحد أكثر ألبومات بي تي أس نجاحًا أوصلهم فيها لآفاق عالية محليًا ودوليًا. ترسَّم الألبوم بالمركز الأول بمخطط بيلبورد 200 في الولايات المتحدة مع 135,000 وحدة مكافئة لألبوم (بما في ذلك 100,000 مبيعات خالصة للألبوم)، ليصبحوا بي تي أس أعلى فرقة بالمخطط وأول ألبوم في الولايات المتحدة، وأول ألبوم كي-بوب يتصدر أعلى مخططات الألبومات في الولايات المتحدة، وأعلى ألبوم في المخططات لفنان آسيوي. وأيضًا أصبح ألبوم Love Yourself: Tear أول ألبوم لبي تي أس من ضمن العشر الأوائل في المملكة المتحدة، محتلًا المركز الثامن في مخططات ألبومات المملكة المتحدة. أغنيتهم "Fake Love" أصبحت أول أغنية لهم من ضمن العشر الأوائل وتحتل المركز العاشر في مخطط بيلبورد Hot 100، لتصبح الأغنية غير الإنجليزية السابعة عشر التي تصل للعشرة الأوائل والأولى لفرقة كورية. بوقتٍ لاحق أصبحت أغنية "Fake Love" أغنيتهم الثالثة التي تحصل على الشهادة الذهبية من RIAA في أغسطس. في كوريا الجنوبية، باع ألبوم Love Yourself: Tear أكثر من 1.6 ملايين نسخة بأول أسبوعين من الإفراج عنه، مما يجعله أعلى المبيعات الشهرية منذ إنشاء مخطط غاون في ذلك الوقت.
كختامية لسلسلة Love Yourself، أفرج بي تي أس عن ألبومهم الكوري المعاد تجميعه الثاني Love Yourself: Answer في شهر أغسطس لعام 2018، الذي تضمن أغانٍ من إصدارات Love Yourself بالإضافة لسبعة مسارات جديدة إضافية. والأغنية الرئيسية فيه هي "Idol" ولها نسخة رقمية إضافية بالتعاون مع نيكي ميناج. من ناحية المفهوم، وضع ألبوم Love Yourself: Answer أغانٍ من سلسلة Love Yourself ضمن إطار السرد، والتطور، والمنعطفات، وخاتمة لتوضيح انفعال الحب، وألم الوداع، وفلسفة تنوير حب الذات. حصل الألبوم على تعليقات إيجابية بشكل عام، حيث تم وصفه بيلبورد بأنه «تتويج بارع لسنواتٍ من العمل، ومفعم بالمعاني وما لا يمكن إنكاره هو رقي وروعة بي تي أس الذي لا يأمل في تحقيقه أي فنان آخر، سواء كان فرقة ذكور أو غيرها.»
على مستوى تجاري، باع الألبوم أكثر من 1.9 مليون نسخة في مخطط قاون في أغسطس 2018، محطمًا الرقم القياسي للمخططات مرة أخرى. أصبح الألبوم ثاني ألبوم لبي تي أس يتصدر المركز الأول في الولايات المتحدة بمخطط بيلبورد 200 وأعلى مبيعات أسبوعية لها على مستوى الدولة في ذلك الوقت، جاعلاً من بي تي أس الفرقة الأولى والوحيدة من فئة الكي-بوب تتصدر مخطط بيلبورد 200 لمرتين وأول فنان بوب يتصدر المركز الأول لمرتين بألبوماته بأقل من سنة منذ أن تصدرت فرقة ون دايركشن المخطط بألبومهم Midnight Memories في عام 2013 وألبوم Four في عام 2014. في وقت لاحق أصبح ألبوم Love Yourself: Answer أول ألبوم باللغة الكورية يحصل على الشهادة الذهبية من RIAA في نوفمبر. في كندا، أصبح ألبوم Love Yourself: Answer أول ألبوم للفرقة يتصدر المخطط الكندي للألبومات. في الولايات المتحدة، بلغت أغنية "Idol" المركز الحادي عشر في مخطط بيلبورد Hot 100. كما احتلت أغنية "Idol" أيضًا المركز الخامس في المخطط الكندي للألبومات، مُسجلًا أول تصدر لبي تي أس في العشر الأوائل في كندا. أيضًا حصل الفيديو الموسيقي لأغنية Idol"" أكثر من 45 مليون مشاهدة في أول 24 ساعة في اليوتيوب، محطمًا الرقم القياسي الذي سجلته سابقًا تايلور سويفت بأغنية "Look What You Made Me Do". لاحقًا حصلت أغنية Idol"" وألبوم Love Yourself: Answer على الشهادة البلاتينية، لبيعهما لأكثر من مليون وحدة معتمدة في الولايات المتحدة. أصبحت Idol"" ثالث أغنية بلاتينية للفرقة بينما أصبح Love Yourself: Answer أول ألبوم بلاتيني للفرقة، جاعلاً من بي تي أس أول فنان كوري يحصد هذه الشهادات في الولايات المتحدة.
تزامنًا مع الإفراج عن Love Yourself: Answer في أغسطس 2018، بدأ بي تي أس جولتهم العالمية الثالثة، التي تدعى BTS World Tour: Love Yourself، بحفلهم الموسيقي التاريخي في ملعب سيؤول الأولمبي، أضخم ملعب في كوريا الجنوبية. خلال جولتهم، تعاون بي تي أس أيضًا مع ستيف أوكي بأغنية "Waste It On Me" التي صدرت في أكتوبر، والتي كانت الأغنية الأولى والوحيدة لهم التي تم غناؤها باللغة الإنجليزية بالكامل. في الجولة، استمر بي تي أس في الذهاب لأماكن أكبر تدريجيًا بدءًا من الساحات إلى القبب إلى الملاعب. في آخر محطة لهم في أمريكا الشمالية، أدت الفرقة في ملعب سيتي فيلد في كوينز، جاعلين من أنفسهم أول فنانين كوريين يؤدون في ملعب في الولايات المتحدة. وتم بيع الـ40,000 تذكرة بالكامل بأقل من عشرين دقيقة في تاريخ الملعب. وفقًا لستب هاب، كانت مبيعات بي تي أس واحدة من أفضل مبيعات الحفلات الموسيقية في 2018 في الأسواق الدولية خارج الولايات المتحدة، والثاني هو إيد شيران. أعطى موقع فيفد سيتس بي تي أس لقب أفضل فنان لعام 2018 نقلاً عن تسجيل الفرقة للتاريخ خلال حفلهم الموسيقي في ملعب سيتي فيلد. كما لاقت الجولة ردود فعل إيجابية بشكل عام من قبل النقاد. وصف فيليب كوسوريس من Uproxx ليالي بي تي أس الأربعة في ملعب ستيبلز سينتر بأنها «تجربة هائلة ومتعددة الحواس وتقدم تجربة شاملة وتجربة متعددة الثقافات حيث تفوق الموسيقى أي حاجز لغوي» قالت كريستال بيل من إم تي في «ابتكر بي تي أس تجربة جذابة جدًا، وشاملة للغاية، ومذهلة بصريًا، والتي تربط فرقة الفتيان سويًا كأحد أهم العناصر الحيوية لموسيقى البوب في هذه الأيام» في شهر أكتوبر من ذلك العام، ببقاء أكثر من عام على نهاية عقدهم، قام بي تي أس بتجديد عقدهم مع شركة بيغ هيت الترفيهية حتى عام 2062.
في أوائل نوفمبر 2018، قام برنامج موسيقي ياباني شهير بإلغاء أداء بي تي أس مشيرين إلى قميص ارتداه أحد الأعضاء في العام الماضي. في نفس الشهر، ذكرت منظمة حقوق الإنسان اليهودية مركز سيمون روزنتال أن بي تي أس مدينون بالاعتذار منهم عن القميص في عام 2017، والملابس ذات الرمز النازي والعلم. نشرت بيغ هيت الترفيهية اعتذاراً قائلة أن الصور التي على الملابس لم يكن الغرض منها إيذاء ضحايا النازية أو التفجيرات الذرية، وأن الفرقة والإدارة ستتخذ الإجراءات لمنع وقوع أخطاء في المستقبل. كما ذكروا أن الأعلام كان المقصود بها أن تكون تعليقًا على نظام المدارس الكورية. تم قبول الاعتذار من قِبَل مركز سيمون والجمعية الكورية لضحايا القنبلة الذرية.
بالنسبة للفيلم، أفرج بي تي أس عن فيلم Burn the Stage: The Movie في المسارح في جميع أنحاء العالم في نوفمبر 2018 للنجاح التجاري. في الولايات المتحدة حصد 1.2 مليون دولار في أول يوم بمجموع 3.54 مليون دولار لثلاثة أيام عطلة الأسبوع، مُحطمًا الرقم القياسي لأعلى إنتاجية لإنتاج موسيقي في السينما والذي كان في 2014 لفرقة ون دايركشين. واحتل المرتبة العاشرة في شباك التذاكر على الرغم من أنها كانت تباع في 620 موقعًا مقارنةً بالـ 2,000-4,000 موقع لأكثر المبيعات للعشرة الأوائل الآخرين.
في نهاية العام، فاز بي تي أس بجائزة فنان السنة لثالث مرة على التوالي في حفل Ment الموسيقي العشرين واحتلوا المركز الثامن في مخطط بيلبورد لأفضل الفنانين لنهاية العام بجانب دريك وتايلور سويفت واحتلوا أيضًا المركز الثاني ذلك العام في فئة الثنائيات/الفرق أقل بمرتبة فقط من فرقة إماجن دراغونز. ودخلوا أيضًا قائمة The Bloomberg 50 وذلك بسبب «رغبتهم في معالجة القضايا الاجتماعية، والصحة العقلية، والسياسة، على الرغم من وجودهم في فئة البوب التي يتم وصفها غالبًا بأنها مرحة ومبهجة». باعت الفرقة أكثر من 10 ملايين ألبوم في كوريا الجنوبية لوحدها، و 5 ملايين نسخة تم بيعها في عام 2018 لوحدها.

### خريطة الروح: القناع. الجولة العالمية
في فبراير 2019، حضر الفريق حفلة الغرامي ال61 لأول مرة بصفتهم مقدمي جوائز، تبع ذلك ظهورهم في متحف جرامي ب لوس انجلوس في 2019. في أبريل، تم تسمية فريق بي تي إس كأحد أكثر الأشخاص تأثيرًا لعام 2019 في قائمة مجلة التايم لأكثر 100 شخص مؤثر في العالم.
في 12 أبريل، أفرج بي تي أس عن سادس ألبوم لهم Map of the Soul: Persona، وأطلقوا الأغنية الرئيسة للألبوم بعنوان «بوي وذ لوف» وتدعى بالكورية "작은 것들을 위한 시" بالتعاون مع المغنية الأمريكية هالزي. وقد ظهر الفريق بعد صدور الأغنية في برنامج «ساترداي نايت لايف» كأول مؤدي كوري على الإطلاق.
في 14 يناير 2025، أصبحت الفرقة أول فرقة كي-بوب تحقق ملياري بث على سبوتيفاي بأغنية واحدة، بعد تحقيق أغنية «ديناميت» ملياري بث. وأصبحت الأغنية أول أغنية كي-بوب تصل للمركز الأول في قائمة سبوتيفاي لأفضل أغنية يومية.

## القدرات الفنية

### التأثير
ذكر بي تي أس أنهم يعتبرون كُلًا من سيو تايجي أند بويز، وجاستن بيبر، وناز، وإمينيم، وكانييه ويست، ودريك، وبوست مالون، وتشارلي بوث، ودانجر كملهمين موسيقين. أيضًا ذكروا أنهم يعتبرون كوين فرقة مؤثرة، حيث قال شوقا إنه: «نشأ وهو يشاهد فيديوهات العروض المباشرة الخيرية». خلال حفلهم في ملعب ويمبلي بلندن، أشاد جين على فرقة كوين بقيادته للحشد مستخدمًا هتاف نسخة فريدي ميركوري «آي-آوه» من الحفل المباشر الخيري.
تأثر بي تي أس أيضًا بالعديد من الوسائط الأدبية، والنفسية، والفنية، والفلسفية. كان ألبومهم «وينقز (2016)» مُستوحى من رواية للمؤلف هرمان هيسه بعنوان «دميان». ومن جهة أخرى مراجع أغنيتهم «بلود سويت & تيرز» تأتي من رواية «هكذا تكلم زرادشت» لفريدرك نيتشه، ولوحة «رثاء إيكاروس» لهربرت جيمس درابر، ولوحة «مشهد سقوط إيكاروس» و«سقوط الملائكة المتمردين» لبيتر بروخل وذلك من خلال اقتباس لنيتشه وإبراز اللوحات المذكورة أعلاه في الفيديو الموسيقي. يحتوي الفيديو الموسيقي لأغنيتهم "Spring Day" على مرجع في كلمات الأغاني والمشاهد من القصة القصيرة «السائرون بعيدا عن أوميلاس» لأورسولا لي غوين. تأثرت سلسلة «لوف يور سيلف» بشكل أساسي بكتاب «فن الحب» للمؤلف إريك فروم، بينما استلهمت أغنيتهم «ماجيك شوب» من ألبوم «لوف يور سيلف: تير» (2018) من «مذكرات في متجر السحر» لجيمس دوتي. اكتسب ألبومهم ماب أوف ذا سول: بيرسونا الذي صدر في عام 2019 اسمه من كتاب جونق (خريطة الروح: المقدمة) لموراي شتاين.

### الموسيقى
تشارك فرقة بي تي أس في كتابة وإنتاج وتأليف الكثير من أغانيهم، منذ البدايات طورت الفرقة أسلوب موسيقى الفيوجن وحافظت على ذلك مع التركيز على الهيب هوب كقاعدة موسيقية. ويعود ذلك لتأثير آر إم وشوقا كأندرقراوند رابرز ومنتجهم الرئيسي بيدوغ. كما أدخلت الفرقة أنواعًا جديدة تمامًا في مجموعاتها الموسيقية بكل ألبوم جديد بدلًا من التقيد بنوع واحد، بدأ تأثر الفرقة بأسلوب الهيب هوب القديم يظهر في ألبوميّ 2 Cool 4 Skool وO!RUL8,2?، فيما بعد تطورت الأساليب لتشمل آر أند بي والروك بألبومي School Luv Affair وDark And Wild، كما بدأوا بوضع أوتار الأوركسترا والموسيقى الإلكترونية الراقصة مع سلسلة ألبوم «أجمل لحظة في الحياة»، واستخدموا أساليب مومباهتون وموسيقى السول وموسيقى الغوسبل في ألبومي «وينقز» و «يو نفر ووك ألون»، وفي سلسلة ألبوم «لوف يور سيلف» استخدموا فيوتشر باس وموسيقى البوب اللاتينية وجاز هيب هوب، وختامًا بسلسلة ألبوم «ماب أوف ذا سول» استخدموا موسيقى إيمو راب وراب روك وموسيقى البوب الأفريقية ونيو-ديسكو وفانك، وموسيقى تراب، وبوب روك.

### كلمات الأغاني والمفاهيم
تتضمن كلمات بي تي أس تعليقات على المجتمع وغالبًا ما تتضمن انتقادات لمجتمع كوريا الجنوبية. أغانٍ مثل "No More Dream" و"N.O" من «ثلاثية المدرسة» قد كانت مُندفعة من خلال تجاربهم في تركيز مجتمع كوريا الجنوبية على التعليم ودعت هذه الأغاني إلى تغيير نظام التعليم والتوقعات المجتمعية. تجاربهم مع ثقافة الشباب في كوريا الجنوبية ألهمت الفرقة أغانٍ مثل "Dope" و"Silver Spoon" (الكورية: 뱁새) من «سلسلة الشباب» والتي تُشير إلى تفاوت الأجيال وتخلي جيل الألفية عن العلاقات الرومانسية والزواج، والأطفال، والوظائف اللائقة، والمنازل، والحياة الاجتماعية في خضم المصاعب الاقتصادية والمشاكل المجتمعيّة ومواجهة الإدانة من وسائل الإعلام والتوبيخ من الجيل الأكبر سنًا. أغنية "Am I Wrong" من ألبوم وينقز شككت في حالة اللامبالاة المُجتمعيّة تجاه الأحداث التي تجريّ، كلمات «نحنُ جميعًا كلاب وخنازير، أصبحنا كلابًا لأننا غاضبون» تستهدفنا هيانق-ووك وزير التعليم الكوري والذي كان من أنصار النظام الطبقي ووصف الشخص العادي بأنه «كلب وخنزير». قاموا أعضاء فرقة بي تي أس بأداء هذه الأغنية وعلى التلفاز خلال الفضيحة السياسية لكوريا الجنوبية في عام 2016 والتي أدّت إلى عزل الرئيسة السابقة باك غن هي. معاناة آر إم وشوقا لصراعاتهما الشخصية وصحتهما النفسية كانت مصدر إلهام لأغانِ مثل "Tomorrow" و"Intro: The Most Beautiful Moment In Life" و"So Far Away"، و"The Last"، و"Forever Rain". تعتبر أغنية «نوت توداي» من ألبوم «يو نيفير ووك ألون» (2017) نشيد مُناهض لتشكيل المجتمع الكوري متضمنة رسائل للأقليات الجماعية؛ بينما تمت كتابة أغنية «سبرنق داي» لإحياء ذكرى كارثة انقلاب العبارة الكورية الجنوبية.
تحتويّ ألبومات بي تي إس على مفاهيم استثنائية تندرج تحت موضوع "انعكاس الشباب" وتناولت «ثلاثية المدرسة» مشاكل وقلق الشباب في مرحلة الدراسة". وتناولت «سلسلة الشباب» أيضًا موضوع يواجهه الغالبية العظمى من الشباب وقليل من فنانين البوب عبروا عنهُ بشكل جيّد ألا وهو موضوع الصحة العقلية والرغبة بالانتماء إلى المجتمع. ركز ألبوم "وينقز" على الإغراء والخطيئة. استخدمت سلسلة "لوف يور سيلف" شكلًا سرديًا لتوضيح إثارة الحب وألم الوداع وإنارة حب الذات.

آمنت فرقة بي تي إس مُنذ تأسيسها أن سردهم لقصتهم هي الطريقة الوحيدة لمجتمع الشباب للتواصل فيه مع موسيقاهم. وبما أن بي تي إس يكتبون أكثر من 90 بالمائة من كلمات أغانيهم. فهم يحاولون تضمين التجارب التي مرّ بها الجميع في حياتهم مثل الشعور بالحزن والوحدة وتحويل هذه المشاعر إلى شيء أكثر إشراقًا وعقلانية. فيما يتعلق بكلمات أغانيهم قال آر إم إنه يحاول ألا يبدو كما لو أنهم يلقّنون أو يوبخون الناس في أغانيهم لأن كل شخص لديه حياة مختلفة وأقدار مختلفة. عندما سُئلوا عما إذا كان من الصعب الكتابة عن أشياء مثل الصحة العقلية، فقد أجاب شوقا: 
 «نشعر أن الأشخاص الذين لديهم منصة للتحدث عن هذه الأشياء يجب أن يتحدثوا أكثر وأكثر، لأنه يقال أن الاكتئاب يتم تشخصيه عندما تذهب إلى المستشفى ولكن لا يمكنك معرفة ذلك حتى يتحدث الطبيب إليك. [...] أعتقد أن الفنانين أو المشاهير أصحاب الأصوات المسموعة يجب أن يتكلموا عن هذه المشاكل ويتطرقوا إليها أكثر فأكثر.»
تم الإشادة على بي تي أس لـ «تحدثهم بصراحة عن المواضيع التي يعتبرونها مهمة خصوصًا في مجتمع محافظ» من مقالة للصحفي جيف بنجامين من مجلة فيوز. اعترف رئيس كوريا الجنوبية مون جاي إن، في رسالة إلى بي تي أس بإخلاصهم وتنوع مفاهيمهم والذي يعتبر مفتاح لنجاحهم، كما وكتب في رسالته، «يغني كل عضو من الأعضاء السبعة بطريقة صادقة لنفسه وللحياة التي يريد أن يعيشها، فألحانهم وكلماتهم تتجاوز الحدود الإقليمية واللغات والثقافات والمؤسسات».

## التأثير والمكانة

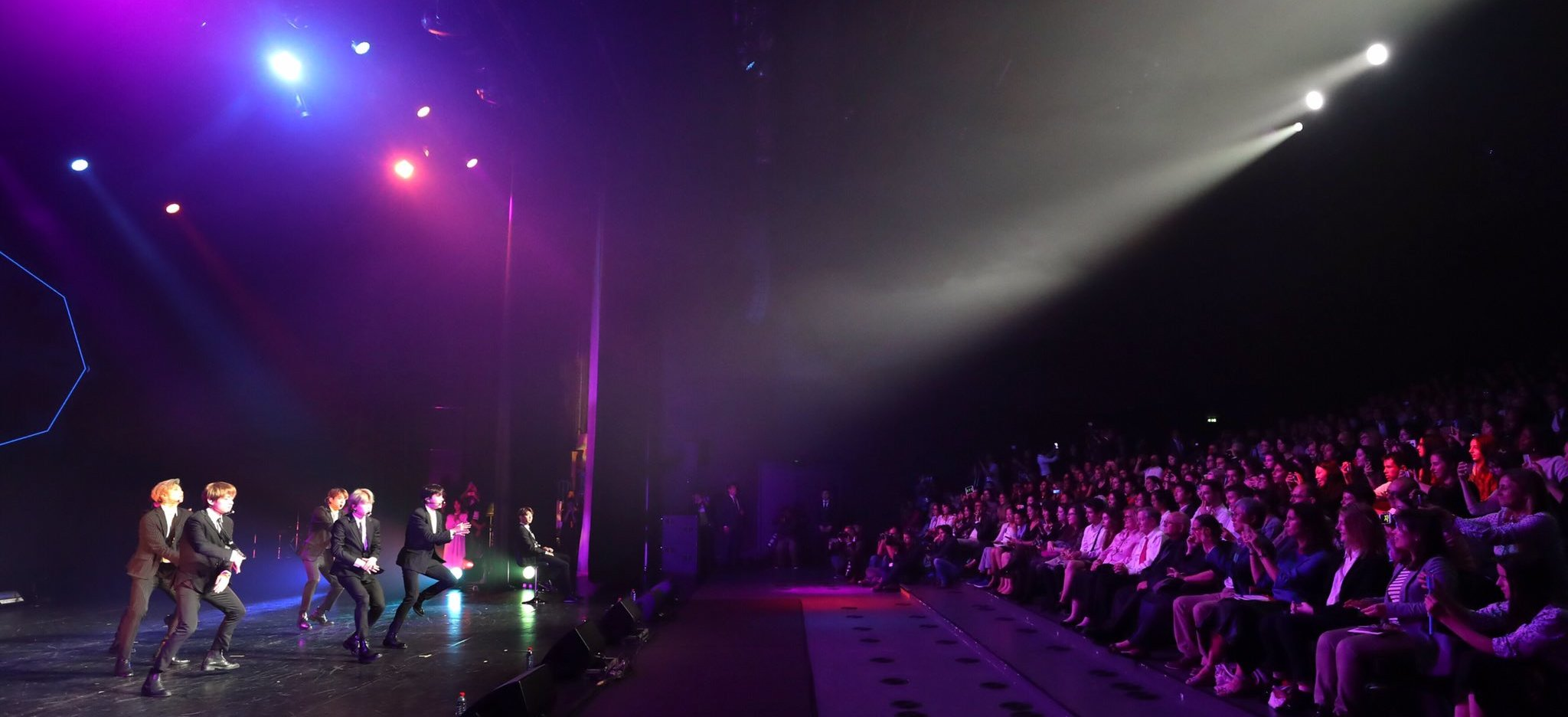
بي تي أس يقومون بالأداء في حفل صداقة كوريا/فرنسا في باريس في 14 أكتوبر.

تم وصف بي تي أس على أنهم «أكبر وأنجح فرقة في الكي بوب بالعالم» يمكنهم «القيام بأشياء لا يمكن لأي اسم آخر في مجالهم أن يقوم بها»، كما منحتهم مجلة تايم لقب «أمراء البوب». ذكر نائب رئيس بيلبورد سيلفيو بيترولونغو أنه يمكن مقارنة تأثير بي تي أس مع فرقة البيتلز والمونكيز. وقالت نائبة رئيس شركة نيلسون ميوزك، هيلينا كوسينسكي: «على الرغم من أن بانقتان لم يكونوا أول من فتح أبواب الكي بوب عالميًا، إلا انهم كانوا أول من اشتهر. لا يجذبون فقط الشباب بل أيضًا الأشخاص في سن الخمسينات والستينات». كما تم تضمين الفرقة في قائمة مجلة تايم لأكثر 25 شخص تأثيرًا على الإنترنت بعام 2017 إلى 2019، أيضًا ظهروا على غلاف نسخة أكتوبر للمجلة من عام 2018 بالإصدار العالمي كـ «قادة الجيل القادم»، وأدرجوا بقائمة تايم لأكثر 100 شخص تأثيرًا في عام 2019. كما صنفتهم سي إن إن كأحد أكثر الفنانين نفوذًا في العقد، لـ «شهرة الكي بوب في الولايات المتحدة». وفقًا لاستقصاء JoyNews24 لـ«أكثر الأشخاص تأثيرًا بعام 2019» لأراء المتخصصين في هذا المجال، حصل بي تي أس على المركز الأول بـ74 صوتًا. أيضًا ذكرتهم مجلة بلومبيرغ ماركت ضمن أكثر 50 شخص تأثيرًا في عام 2018. كما تصدروا قائمة فوربس الكورية لأكثر المشاهير تأثيرًا في عام 2018 و 2020 وفي عام 2017 احتلوا المركز الخامس، والثاني بعام 2019. كما تصدروا المركز الأول في قائمة «أفضل قادة المستقبل العالميين الدائمين» خلال إعلان جمعية أس دي جي بمقر الأمم المتحدة، في حين أشير لنادي معجبي بي تي أس (الآرمي) كـ «أفضل نادي معجبين عالميين دائم». من الشخصيات البارزة الأخرى المُدرجة في هذه القائمة: ملالا يوسفزي، وبيل غيتس. ألهم بي تي أس مُدرسًا في كاليفورنيا لتكون مدرسته الأولى في البلاد تقوم بتقديم دورة للثقافة والمجتمع الأمريكي الكوري. ذكرت كانغ سوجونغ مديرة معرض متحف الفن الحديث والمعاصر، أنها تأثرت بشكل كبير بمسار أغنية بي تي أس المخفي "Sea" أثناء تحضيرها للذكرى الخمسين لمعرض «المربع».
أدت نفوذ وسمعة الفرقة إلى إلقاء خطاب بـالأمم المتحدة في جمعيتهم العامة الثالثة والسبعين، وللأداء أمام 400 مسؤول من بينهم رئيس كوريا الجنوبية مون جاي إن في حفل الصداقة بين كوريا وفرنسا والذي عقد في باريس بعام 2018، وهو مؤتمر للعلاقة الودية بين فرنسا وكوريا الجنوبية. قال المتحدث الرسمي للجمعية الوطنية مون هاي سانق إن: «فرقة بي تي أس تقوم بمعظم أعمالنا» ناسبًا بذلك نتائج رحلته الدولية إلى عالمية الفرقة خلال رحلة خارجية قام بها لتعزيز دبلوماسية المبيعات. في سبتمبر 2019، ذكر الرئيس مون جاي إن أيضًا فرقة بي تي أس في خطابه عن «3 إستراتيجيات مبتكرة رئيسية لصناعة المحتوى»، ب أنهم الرواد في كونهم قدوة مهنية مبتكرة تتواصل بشكل مباشر مع المعجبين. وفي أكتوبر عام 2019، اختارت وزارة الثقافة والرياضة والسياحة بي تي أس كحائزين على جائزة «خطاب التقدير» لإظهارهم للعالم جمال الثقافة التقليدية الكورية (هانغل، هانبوك، الموسيقى الكورية) من خلال إعادة التفسير الإبداعي في موسيقاهم. في ديسمبر عام 2019، وفقًا للاستقصاء السنوي الذي أجرته مؤسسة غالوب كوريا، كان بي تي أس أكثر الفنانين المفضلين لعام 2019 للسنة الثانية على التوالي. وفقًا لاستبيان «الصورة الوطنية لكوريا الجنوبية لعام 2019» الذي أجرته وزارة الثقافة والرياضة والسياحة وشركتها الفرعية لخدمة الثقافة والإعلام الكورية أنه من بين 16 دولة تم اختيار بي تي أس بالمركز الثاني مع نسبة 5.5% من الأصوات. على الرغم من أن الميداليات الثقافية تقليديًا تُمنح للفائزين بالجائزة الذين حققوا إنجازات ملحوظة أكثر من 15 عامًا، وبهذا أصبحوا بانقتان أصغر متلقي وسام الاستحقاق الثقافي من قِبل رئيس كوريا الجنوبية في عام 2018 بعد مرور خمس سنوات من ظهورهم الأول، وبسبب مساهمتهم الجديرة بالاهتمام في نشر الثقافة واللغة الكورية.
أعاد بانقتان تنشيط الاقتصاد الكوري وصناعة الموسيقى العالمية. وبحسب دائرة الجمارك الكورية والمؤسسة الكورية فالفضل يعود لبانقتان في عملية زيادة بيع عناصر الكي بوب عبر الإنترنت ونمو الموجة الكورية بين عاميّ 2016 و 2018، كما أنهم نوّهوا على أن الفرقة كانت أحد القوى الدافعة لاستعادة قطاع الموسيقى في كوريا إلى مستوياتها التي شوهدت قبل حظر الصين على المحتويات الثقافية المحلية عام 2016 بسبب توتر العلاقات الدبلوماسية. وصرح المدير التنفيذي لـالوكالة الكورية للمحتوى الإبداعي كيم يونغدوك أن شعبية الكي بوب قد ارتفعت مُنذ ارتفاع شعبية بانقتان مما أدى إلى خلق فرص عمل وظيفية ليس فقط للفرقة وفريقهم بل لنجوم الكي بوب الآخرين كذلك. وقد ربطت وسائل الإعلام المختلفة مصطلح تأثير بي تي أس للإشارة إلى تأثيرهم التجاري، وكمثال على ذلك فقد زاد مستخدمين حسابات التوفير من بنك كي بي كوكمين إلى ستة أضعاف مقارنةً بالعام السابق بعد توقيع بانقتان معهم، أيضًا ارتفاع أسعار أسهم شركات الترفيه في كوريا الجنوبية لمدة خمسة أيام بعد تصدر الفرقة في مخطط بيلبورد 200 في الولايات المتحدة. في الولايات المتحدة، وقد لوحظ التأثير أيضًا عند ارتفاع مخزون الشركات المرتبطة بالفرقة مثل نت ماربل وسوريبادا وكي شيرز وجي إم بي وديفي وماتيل. وفي أكتوبر عام 2019، ارتفع إجمالي المبيعات الدولية لشركة ماتيل بنسبة 10% لتصل إلى 721.7 مليون دولار بسبب مبيعات دُمى الفرقة. كما قدرت شركة البيانات SM2 Networks أن شركة هيونداي قد تلقت 600 مليار وون (502 مليون دولار) بعد توقيع بانقتان للترويج للشركة عام 2018. وذكر نظام الإحصائيات الكوري التابع لبنك كوريا أن ميزان المدفوعات كوريا الجنوبية للموسيقى والترفيه قد بلغ 114.7 مليون دولار في الربع الأول من عام 2019 مؤدية بذلك إلى تحسين العلاقات بين الصين وكوريا الجنوبية والنجاح العالمي المذهل لفرقة بانقتان خاصةً في أمريكا الشمالية.
قام بي تي أس بالتوقيع كسفراء للسياحة في عام 2017، ونسبت حكومة سيؤول متروبوليتان الفضل إلى بي تي أس في إنعاش صناعة السياحة المنخفضة في سيؤول لعام 2016، حيث يجلبون في المتوسط 790,000 سائح إلى كوريا سنويًا. في ديسمبر 2019، قدر معهد أبحاث هيونداي أن بي تي أس يجلبون أكثر من 3.67 مليار دولار للاقتصاد الكوري كل عام، ويجذبون واحدًا من كل ثلاثة عشر أجنبيًا زاروا كوريا. حدث لقاء المعجبين الخاص بفرقة بي تي أس لمدة يومين في سيؤول وبوسان في يونيو 2019 ترك تأثيرًا اقتصاديًا إجماليًا بقيمة 481 مليار ين (408 مليون دولار) على المدينتين، وهو ما يمثل 1.6% من الناتج المحلي الإجمالي في بوسان لعام 2018، و 0.9% من الناتج المحلي الإجمالي في سيؤول لعام 2018. قُدرت خاتمة حفلتهم الموسيقية التي عقدت ثلاثة أيام في سيؤول لجولتهم العالمية لوف يور سيلف في أكتوبر 2019 بقيمة اقتصادية تبلغ ما يقارب من 1 تريليون ين (862 مليون دولار) وجلبت 187,000 زائر أجنبي إلى كوريا الجنوبية. اعتبارًا من يونيو 2019، يقدر التأثير الاقتصادي لبي تي أس على كوريا الجنوبية بأكثر من 5.5 تريليون ين (4.65 مليار دولار) سنويًا، حوالي 0.3% من الناتج المحلي الإجمالي لكوريا الجنوبية. هذا يمكن مقارنته مع الخطوط الجوية الكورية، شركة الطيران الرئيسية في كوريا الجنوبية، والتي تبلغ نسبة مساهمتها في الناتج المحلي الإجمالي لكوريا الجنوبية 0.7%. كشفت بيانات مبيعات التذاكر السنوية لعام 2019 التي نشرها موقع التذاكر الكوري عبر الإنترنت «انتربارك» أن حفل بانقتان العالمي "Love Yourself: Speak Yourself" في ملعب سيؤول الأولمبي احتل المركز الأولى، حيث تصدر بي تي أس مبيعات التذاكر للعام الثاني على التوالي بالموقع. خارج كوريا الجنوبية، قُدرت حفلات بي تي أس في ملعب ويمبلي بحوالي 100 مليار ين (82 مليون دولار) كأثر اقتصادي مباشر لمدينة لندن بعد ذهاب بي تي أس إلى مالطا للموسم الثالث من برنامجهم «بون فوياج» أفادت هيئة سياحة مالطا عن زيادة بنسبة 237% في عدد السياح الكوريين الذين يزورون البلاد، واعتبرت أن بي تي أس سبب الزيادة. جنبا إلى جنب مع أريانا غراندي ودريك، كان الفضل ل بي تي أس كعامل رئيسي يعزز مبيعات الموسيقى العالمية إلى 19 مليار دولار في 2018. لم يلاحظ مثل هذا الربح مُنذ عام 2006 بعد اكتساب عمليات الشراء الرقمية زخمًا.
أثر عمل بي تي أس على العديد من الفنانين، بما في ذلك جي أيدل، وهيونهو من دي-كرنش، يونقهون وهوال من ذا بويز، زوهو من إس أف ناين، يونا كيم، جايهيون من قولدن تشايلد، وناوان، آي إن تو إت، بارك جيهون، كيم دونغ هان، سيڤين أوكلوك، هيونق سيوب × يوييونق،نوير، سيجون وبيونق تشان من فيكتون، ولوونا. بعد أن قام بي تي أس بإصدار أغنيتهم «آيدول»، كان على مركز غوغاك الوطني توسيع كمية الآلات الكورية المتاحة بسبب زيادة الطلب من المنتجين الكوريين والأجانب على حدٍّ سواء. كما بدأت فرق الآيدولز الكورية في تغيير موضوعات كلماتهم من قصص الحب إلى كلمات مثل «أبحث عن نفسي» بعد فترة "Love Yourself" وخطاب آر إم في الأمم المتحدة.

## الجوائز والإنجازات
تلقى بي تي أس العديد من الجوائز والأوسمة، بما في ذلك 24 جائزة من حفل إمنيت للموسيقى الآسيوية، و 33 جائزة من حفل ميلون الموسيقيّ، و 20 جائزة من حفل جوائز القرص الذهبي، و 14 جائزة من حفل جوائز سول للموسيقى، و 13 جائزة من حفل جوائز مخطط قاون الموسيقي، و 4 جوائز من حفل جوائز بيلبورد الموسيقية، و 4 جوائز في حفل جوائز الموسيقى الكورية، و 4 في حفل جائزة الموسيقى الأمريكية، وجائزتين من حفل إم تي في الأغاني المصورة. ومع مبيعهم لأكثر من 20.3 مليون ألبوم على مخطط غاون للموسيقى، أصبح بي تي أس أكثر فنان مبيعًا في تاريخ كوريا الجنوبية، متجاوزين الرقم القياسي لـشين سيونغ هون بـ 17 مليون ألبوم. في كوريا الجنوبية، يمتلك بي تي أس في 4 ألبومات تجاوزت الملايين وثلاث أغانٍ منفردة تملك استماعات بلاتينية. وبصفتهم أول فرقة كورية تحصل على شهادة RIAA، فهم يمتلكون ألبوم بلاتيني واحد، ثلاث أغاني فردية بلاتينية، اثنان ذهبية وألبوم ذهبي واحد في الولايات المتحدة. أما في اليابان، بي تي أس هم أول فنان أجنبي يتلقى شهادة مليون لأغنية، كما أن لديهم أغنيتين حصلتا على بلاتينية متعدد وألبوم بلاتيني متعدد وألبوم بلاتيني وأربعة ألبومات ذهبية. وأيضًا يعتبرون أول فرقة كورية تتلقى شهادات في المملكة المتحدة، مع امتلاكهم لشهادة فضية واحدة لأغنية «بوي وذ لوف»، وثلاث شهادات فضية لألبومات «لوف يور سيلف: أنسر» و«لوف يور سيلف: تير» و«ماب أوف ذا سول: بيرسونا».
يتمتع بي تي أس بتأثير اجتماعي كبير واعتبارًا من عام 2019، حققوا 11 رقم قياسي في موسوعة غينيس، بما في ذلك الرقم القياسي العالمي لأكثر من تم تداول أخباره على التويتر. حتى الآن، قضى بي تي أس أسبوعهم الـ178 في المراكز الأولى بمخطط بيلبورد سوشل 50. أدرجت بيلبورد بي تي أس في المركز الرابع بقائمة أفضل فنان اجتماعي بعام 2010، مما جعلهم أعلى فرقة في القائمة. وأيضًا أدرجوا في قائمة بيلبورد لأفضل جولات لفنانين بعام 2010 محتلين المركز 45. وهم الفنان الآسيوي الأعلى مرتبة بالإضافة لكونهم الفنان الوحيد غير الناطق باللغة الإنجليزية في القائمة. وقد ظهروا أيضًا في قوائم كبيرة مختلفة. أيضًا هم أكثر المشاهير الذين تم التغريد عنهم في العالم في عاميّ 2017 و 2018، في أكتوبر من عام 2018، مُنح بي تي أس وسام الاستحقاق الثقافي من هوانغوان من الدرجة الخامسة من قبل رئيس كوريا الجنوبية لمساهمتهم في نشر الثقافة واللغة الكورية. وفي عام 2019، تمت دعوة أعضاء بي تي أس ليصبحوا أعضاء ضمن الأكاديمية الوطنية لتسجيل الفنون والعلوم تكريمًا لمساهمتهم في الموسيقى وكجزء من حملة المساعدة في تنوع مصوتيّ جائزة غرامي.
في السابع من نوفمبر عام 2019، أصبح بي تي أس أول فنان كي بوب يبقى في مخطط بيلبورد 200 لمدة عام كامل. وقد عاد ألبوم «لوف يور سيلف: تير» إلى مخطط ألبومات بيلبورد الرئيسي يوم الاثنين، الرابع من نوفمبر (المركز 165) واعتبارًا من نوفمبر عام 2019، بقي على المخططات لمدة 52 أسبوع بشكل غير متتالي، مما يجعله ألبوم الكي بوب الأول والوحيد الذي يقوم بذلك. وأصبحوا أول فنان غير ناطق بالإنجليزية يترسم في مخطط الفنان العالمي بعام 2018، كما يحتل بي تي أس المركز الثاني والثالث لأكثر الألبومات مبيعًا في جميع أنحاء العالم وكانوا ثاني أفضل فنان مبيعًا عالميًا من حيث المبيعات المادية والرقمية، ومنصات الاستماع، يأتون في المرتبة الثانية بعد المغني دريك. في عام 2019، صنفت الاتحاد الدولي للصناعة الفونوغرافية الفرقة للمرة الثانية كأحد أفضل 10 فنانين عالميين تسجيلًا للسنة محتلين المركز السابع، وكانوا الفنان الوحيد غير الناطق باللغة الإنجليزية في هذه القائمة. في الولايات المتحدة، استحوذ بي تي أس على 72.7 بالمئة من وحدات استهلاك الألبومات التي تم صناعتها من قِبل البوب الكوري في عام 2018 من إجمالي 17 عملًا. في كوريا الجنوبية أيضًا استحوذوا على 41.9 بالمئة من مبيعات الألبوم في النصف الأول من عام 2019، حيث ارتفعت حصتهم السوقية بنسبة 25.3 بالمئة في العام الماضي.

## مشاريع تجارية أخرى

### الترويجات
حصلوا بي تي أس على العديد من الصفقات التجارية العالمية في مختلف الصناعات طول حياتهم المهنية. ومع تعاونهم مع ماركة بوما مُنذ عام 2015، قاموا بي تي أس في البداية بترويج ملابسهم الرياضية كسفراء للعلامة قبل التوسع ليصبحوا سفراء عالميين لها في عام 2018، وترويج مزيج مجموعة بوما «تورين» و«سبورت ستايل» حول العالم. وفي عام 2019، أصبحوا بي تي أس أول فرقة ذكور من فئة البوب تتعاون مع ماركة ديور، حيث ارتدت الفرقة مجموعة كيم جونز «ما قبل خريف عام 2019» في حفلهم بملعب فرنسا. وفي سبتمبر من عام 2019، أعلنت ماركة فيلا توقيع عقد حصريّ لهم مع بي تي أس ليكونوا العارضين الجدد لهم عالميًا.
أيضًا لقد عملوا بي تي أس كسفراء لعلامات تجارية عالمية مثل شركة إل جي الإلكترونية للترويج لهاتف جي 7 ثانك الذي قامت الشركة بإصداره، كما تعاونوا مع شركة هيونداي موتور كجزء من عروض الشركة الترويجية في معرض لوس أنجلوس للسيارات بعام 2018 لسيارتها ذات الدفع الرباعي الرائدة لعام 2019 باسم «هيونداي باليسايد». ونظرًا لعقد بي تي أس معها، تلقت هيونداي ضعف حجم الطلب المحلي المتوقع للسيارة. في قطاع السياحة، عملوا بي تي أس كعارضين لمتجر لوتي دوتي فري مُنذ عام 2017.
وسفراء السياحة لسيؤول كجزء من برنامج "I Seoul U". تم بث الإعلانات الترويجية التي أنتجتها حكومة محافظة سيؤول والتي تضم الفرقة في أكثر من 100 دولة. وأيضًا شاركوا بي تي أس مع تطبيق الاتصالات الكوري الشهير لاين، لإنشاء شخصيات جديدة تسمى لاين فرندز. في بداية التعاون قاموا بصنع رموز تعبيرية وملصقات الكرتونية، ولكن توسع لاحقًا ليشمل ملابس وأحذية وإكسسوارات وغيرها من البضائع. كما افتتحت متاجر رئيسية للمنتجات في جميع أنحاء سيؤول قبل أن تنتشر عبر الأسواق العالمية إلى اليابان وتايوان وهونغ كونغ والولايات المتحدة.

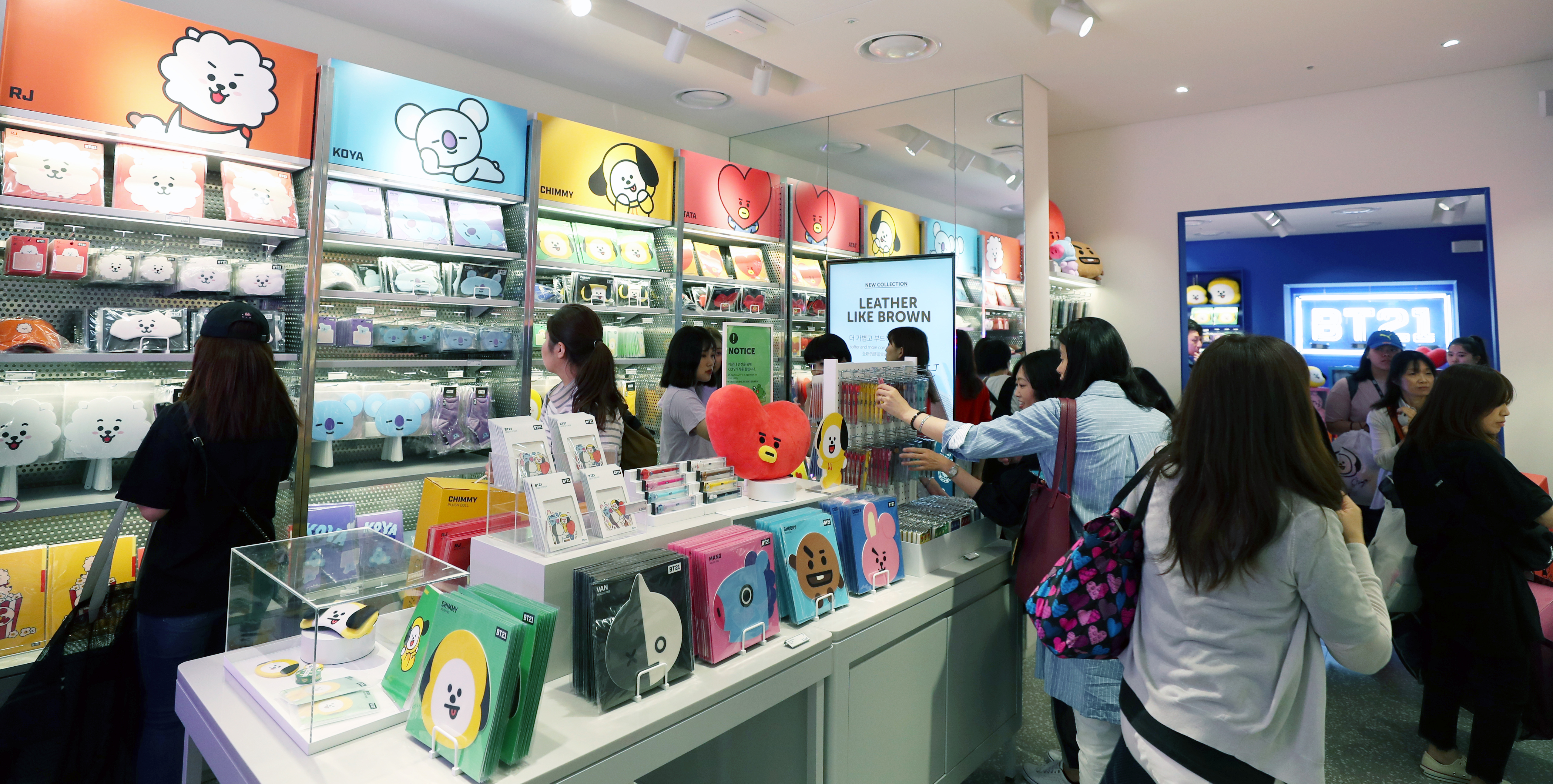
المعجبين يتسوقون في متجر لاين فرندز في شارع مابو، سيؤول لشراء سلع BT21.

أما في قطاع الترفيه، نشرت فرقة بي تي أس ويبتونز بعنوان «هيب هوب مونستر» و«وي أون» ومن خلال موقع نيت ويبتون الكوري، سيف مي بالتعاون مع شركة ليكو ولاين ويبتون. وفي صناعة الألعاب، صنعت شركة ماتيل دمى ترتدي ملابس مشابهة لملابس بي تي أس من الفيديو الموسيقي
«آيدول»، أيضًا صنعت شركة ميديكوم توي دمية «كوبريك»، وهي دمية تشبه المكعب وعليها شعار بي تي أس ومظهرهم وملابسهم، وأصدرت شركة فانكو نسخ من دمى فانكو بوبز للفرقة. كذلك في صناعة الألعاب، أصدرت شركة نيكسون شخصيات مستوحاة من بي تي أس للعبة تقمص أدوار، إل سورد التابعة للشركة، وعملوا بي تي أس أيضًا مع دالكوم سوفت لإطلاق لعبة «سوبر ستار بي تي أس» في يناير من عام 2018، وكذلك قاموا بالتعاون مع شركة نيتماربل لإصدار لعبة محاكاة على الهواتف المحمولة باسم «عالم بي تي أس» وتم إصدارها في يونيو من عام 2019. في نوفمبر من عام 2019، أعلنت بي تي أس عن تعاونها مع كيستفاي لإطلاق مجموعة إكسسوارات تكنولوجية جديدة عالميًا، والتي تحتوي على ملحقات متوافقة مع أجهزة آيفون، وأجهزة سامسونغ، والإير-بودز، وساعة أبل، وماك بوك، والآيباد والمزيد.
أيضًا كانوا بي تي أس المتحدثين الرسميين باسم بنك كي بي كوكمين وهي أحد أكبر البنوك الأربعة في كوريا الجنوبية. وقد أدى تعاونهم هذا إلى فتح أكثر من 180,000 حساب وقاموا بتمديد عقدهم مع البنك حتى عام 2019. كما وقعت شركة كوكا كولا الكورية مع بي تي أس كعارضين لحملاتها الإعلانية الجديدة خلال كأس العالم 2018 في روسيا. أما في مجال الأزياء، فقد حافظوا بي تي أس على علاقتهم مع العلامة التجارية سمارت للأزياء الموحدة منذ عام 2016 وحتى عام 2019 بعد تجديد عقدهم معهم. وفي مجال التجميل قاموا بي تي أس بالترويج للعلامة التجارية Mediheal لأقنعة الوجه، والعلامة التجارية VT Cosmetics لمستحضرات التجميل، والعلامة التجارية Play/Up للعدسات اللاصقة. وفي عام 2019 أعلنت كيونغنام للصناعات الدوائية أن بي تي أس سيكونون سفراء رسميين للعلامة التجارية الجديدة ليمونا وهي شركة مكملات للفيتامينات وقد أعلنت الشركة أنها تسعى للتوسع للأسواق العالمية مع بي تي أس وإطلاق مشروبات فيتامينات جديدة.
في أكتوبر 2019 أعلنت شركة كوانقجويو للأواني الخزفية تعاونها مع بي تي أس لصناعة أواني وأطباق ومنتجات أخرى مستوحاه من ألوان ألبومهم ماب أوف ذا سول: بيرسونا ونقش أزهار البرقوق التي ترمز للأمل والإيجابية والتي يذكروها بي تي أس، وأيضًا في أكتوبر من نفس العام أعلنت شركة التجارة الإلكترونية الإندونيسية توكوبيديا أن بي تي أس سيكونون سفراء رسميين لعلامتهم التجارية الجديدة. وكذلك في ديسمبر من عام 2019، تم الكشف عن أن بي تي أس هم السفراء العالميين الجدد لبطولة فورمولا إي، ومن خلال هذه الشراكة سيتعاون فريق كوريا الجنوبية السباعي مع الفورمولا إي للترويج للمركبات الكهربائية وكيفية مساعدتها للبيئة وتغير المناخ.
في يناير من عام 2020، أعلنت شركة هيونداي أنها ستشارك مع بي تي أس لإطلاق حملة الهيدروجين الجديدة للترويج لسياراتهم ذات الدفع الرباعي الكهربائية «نيكسو» التي تعمل باستخدام خلايا وقود الهيدروجين، وبالإضافة لذلك فقد تم الإعلان عن بي تي أس كـ «سفراء علامة هيونداي العالمية للسيارات». وفي فبراير من نفس العام أعلنت شركة سامسونج للإلكترونيات عن شراكتها مع بي تي أس للتسويق هواتفهم الذكية الجديدة. أما في أبريل لعام 2020، تم تسمية بي تي أس كسفراء للعلامة التجارية الجديدة لكراسي التدليك بودي فريند والتي تتخذ من سيؤول مقرًا لها.

### أعمال خيرية
في عام 2015 تبرعوا بي تي أس بسبع أطنان من الأرز (7,187 كجم) للجمعيات الخيرية في حفل افتتاح طريق كي ستار الذي أقيم في منطقة ابكوجوندونق، وفي العام الذي يليه شاركوا في حملة ALLETS التي تحمل عنوان «لنتشارك القلوب» بالتعاون مع نيڤر لجمع التبرعات لصالح مؤسسة ليزا الطبية الكورية التي تُشجع على التبرع بالدم والأعضاء.

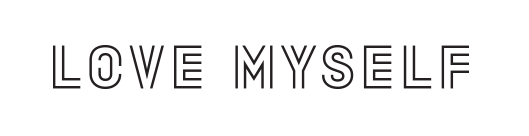
شعار حملة بي تي أس Love Myself لمكافحة العنف.

في يناير 2017، تبرعوا بي تي أس وشركتهم بيغ هيت بمئة مليون وون (87,915 دولار) لعوائل سول "4/16" من أجل مُجتمع صادق وأكثر أمانًا وهي منظمة خيرية تعود لصالح العائلات المتضررة من غرق عبارة سيؤول عام 2014. وقد تبرع كل عضو بعشرة ملايين وون وتبرعت الشركة بمبلغ إضافي قدره ثلاثين مليون وون وقد كان الهدف أن يبقى هذا التبرع سريًا. ولكن لاحقًا من نفس العام، أطلقت الفرقة رسميًا حملة لوف يور سيلف وهي مبادرة مُتخصصة لتمويل عدة برامج اجتماعية لمنع العنف اتجاه الأطفال والمراهقين ولتوفير الدعم لضحايا العنف بالتعاون مع اللجنة الكورية المشتركة مع منظمة اليونيسيف. وقد تبرع الأعضاء بـ 500 مليون وون (448,000 دولار) و 100% من مبيعات السلع الرسمية لحملة «لوف يور سيلف» على مدى العامين المتتاليين بالإضافة إلى التبرعات التي تم جمعها من الحملة التي أطلقتها اليونسيف، بالإضافة إلى ذلك تم التبرع لصالح الحملة بـ 3% من مبيعات كل ألبومات سلسلة لوف يور سيلف:(لوف يور سيلف: هير، لوف يور سيلف: تير، لوف يور سيلف: أنسر). وفي غضون شهرين من إطلاقها جمعت الحملة 106 مليون وون ليصل إجمالي التبرعات عالميًا إلى 606 مليون وون. وفي نوفمبر من عام 2018، أعلنت لجنة اليونسيف في كوريا أن حملة لوف يور سيلف قد جمعت أكثر من 1.6 مليار وون (1.4 مليون دولار). وبحلول يونيو من عام 2019، تجاوز مبلغ التبرعات 2.4 مليار وون.
في أبريل من عام 2018، شاركوا بي تي أس في الحفل الذي أقامه ستيفي وندر بعنوان «ما زال الحلم حيًا» إلى جانب مجموعة من المشاهير لتقدير مارتن لوثر كينغ الابن. وفي يونيو، تبرعت الفرقة لصندوق بناء مستشفى تصلب جانبي ضموري. في سبتمبر، حضروا بي تي أس الجمعية العامة للأمم المتحدة الثالثة والسبعين لإطلاق مبادرة الشباب «شباب 2030: إستراتيجية الأمم المتحدة للشباب» وحملة اليونيسيف المقابلة لها «جيل بلا حدود». نيابة عن الفرقة، ألقى قائد الفرقة آر إم، خطابًا مدته ستة دقائق باللغة الإنجليزية حول قبول الذات، بالإضافة إلى حملتهم «لوف ماي سيلف». ووفقًا لليونيسيف، فأن هدف هذه المبادرة هو «توفير تعليم جيد وتدريب للشباب». فقد تم اختيار بي تي أس للحضور بسبب تأثيرهم على ثقافة الشباب من خلال موسيقاهم ورسائلهم الاجتماعية، والمساعي الخيرية السابقة، والشعبية بين الفئة العمرية من 15-25 سنة.
في يناير من عام 2020، دخلت ستاربكس كوريا في شراكة مع بي تي أس من أجل حملتها «كن النجم الأكثر سطوعًا» التي تضمنت مشروبات ذات إصدار محدود، وطعام وبضائع حصرية لكوريا الجنوبية. ذهب جزء من أرباح هذه الحملة إلى برنامج التطوير الوظيفي والتعليمي للشباب المحرومين كجزء من مشروع فرصة استقلال الشباب للمؤسسة. أيضًا في ذلك الشهر، شاركوا بي تي أس في حدث المزاد الخيري لأسبوع جائزة غرامي، بمزاد علني لمجموعة من سبعة ميكروفونات تم استخدامها خلال جولة لوف يور سيلف العالمية. تم بيع القطعة بمبلغ 83,000 دولار أمريكي (الأعلى سعرًا بالحدث) وتم التبرع بجميع العائدات إلى ميوزيكاريز، وهي منظمة غير ربحية تركز على قضايا الخدمة الإنسانية التي تؤثر بشكل مباشر على صحة ورفاهية مجتمع الموسيقى.
في 6 يونيو من عام 2020، أعلنوا بي تي أس أنهم قاموا بالتبرع بمبلغ مليون دولار لصالح حملة حياة السود مهمة كأعلى مبلغ تم التبرع بهِ من قبل فنان مشهور منذ انطلاق الاحتجاجات التي حصلت عقب مقتل جورج فلويد. وفي غضون 24 ساعة قام معجبوا بي تي أس بجمع مليون دولار من خلال رفعهم لهاشتاقات "#MatchAMillion" و"#MatchTheMillion" و"#2MforBLM" خلال وبعد مدة الـ24 ساعة. ومن جانبها عبرت كايلي سكايلز مديرة الحملة عن امتنانها قائلة «يعاني ذوو البشرة السمراء في جميع أنحاء العالم من ألم شديد جراء صدمة استمرار الاضطهاد منذ قرون. نحن متأثرون من سخاء بي تي أس وجميع حلفائنا من جميع بقاع العالم الذين أظهروا وقفة تضامنية مع النضال من أجل حقوق ذوي البشرة السمراء».

### عالم بي تي أس

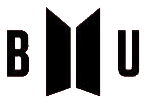
شعار عالم بي تي أس

عالم بي تي أس المعروف أيضًا بعالم بانقتان أو (BU) وهو عالم موازي أنشئ بواسطة شركة بيغ هيت الترفيهية والذي يرتبط بإنتاج الأعضاء. تتبع ويبتونز "سيف مي" مسار الأحداث عن كثب مع كتابهم "HYYH": الملاحظات 1". التسلسل الزمني للعالم يبدأ مع الأغنية "آي نيد يو" ويمتد حتى الوقت الحاضر. فهي تروي قصة الأعضاء السبعة في واقع بديل وتُصور مخاوفهم وشكوكهم وهم يواجهون مُستقبلهم. في مؤتمر صحفي عقد في 4 فبراير 2020 أعلنت بيغ هيت عن الإصدار القادم للكتاب المكمل "HYYH": الملاحظات 2، وإعادة إنشاء خمس أغاني من بي تي أس في خمس كتب مصورة، ودراما قادمة سيتم إنتاجها بالتعاون مع شوروك بيم للإعلام وكاتب السيناريو الشهير كيم سو جين. في حديثها مع بيلبورد، قالت ميشيل تشو، الأستاذة المساعدة للثقافات الشعبية في شرق آسيا في جامعة تورنتو، "كتجربة سمعية وبصرية، "آي نيد يو" قصّة التقدم في العمر التي تدمج ببراعة ثلاثية "أجمل لحظة في الحياة" [ألبوم] وتستمر في المقاطع الموسيقية و "مقاطع الفيديو المفاهيمية" (أفلام مصغرة)، والرواية المتعددة الأشكال المفتوحة التي تم إجراء تسلسل لها في الملاحظات الجانبية في الألبوم ومنشورات تويتر وانستغرام".
قال ماريجو راموس من شركة The Inquirer عن هذا العالم «لم ينجح أيٌ من الفنانين في دمج مثل هذه التقنية الأدبية مع موسيقى البوب في مثل هذا المستوى». استخدموا العالم الموازي والكتب الأدبية مثل «السائرون بعيدا عن أوميلاس» كأداة لوضع إطارٍ لألبوماتهم. وبدمج الاثنين معًا تم خلق بيئة تفاعلية لمعجبيهم الذين يصنعون نظريات عند إصدار مواد أو تلميحات جديدة

### تعلم الكورية مع بي تي أس
في 22 مارس 2020، أعلنت شركة بيغ هيت الترفيهية عن إطلاق سلسلة فيديوهات «تعلم الكورية مع بي تي أس» على تطبيق التواصل الاجتماعي ويفيريس، والتي تهدف إلى «جعل الأمر سهلًا وممتعًا للمعجبين العالميين الذين يجدون صعوبة في الاستمتاع بموسيقى ومحتويات بي تي أس بسبب حاجز اللغة». ظهرت فكرة المشروع كرد فعل على المعجبين الذين يطلبون ترجمات باللغة الإنجليزية لمقاطع فيديوهات بي تي أس. تتكون السلسلة من ثلاثين درسًا مدته ثلاث دقائق حول التعبيرات والقواعد الكورية باستخدام لقطات من محتويات بي تي أس الحالية على يوتيوب وفي لايف، مثل «رن بي تي أس!» و«بانقتان بومب». تم تطوير مقاطع الفيديو بالتعاون مع خبراء في معهد محتوى اللغة الكورية وجامعة هانكوك للدراسات الأجنبية. وأعلنت شركة بيغ هيت الترفيهية عن عزمها على تطوير المزيد من البرامج التعليمية مع فنانين آخرين من شركاتها الفرعية. تم إصدار الحلقات الثلاث الأولى في 24 مارس، مع نشر مقاطع الفيديو اللاحقة أسبوعيًا في أيام الاثنين.

## أعضاء الفرقة
| الاسم الفني | الاسم الفني | الاسم الحقيقي | الاسم الحقيقي | الاسم الحقيقي | تاريخ الميلاد |
| العربية     | هانغول      | اللاتينية     | العربية       | هانغول        | تاريخ الميلاد |
| ----------- | ----------- | ------------- | ------------- | ------------- | ------------- |
| جين         | 진          | Kim Seok Jin  | كيم سيوك جين  | 김석진        |               |
| شوقا        | 슈가        | Min Yoon Gi   | مين يون جي    | 민윤기        |               |
| جايهوب      | 제이홉      | Jung Ho Seok  | جونغ هوسيوك   | 정호석        |               |
| آر إم       | 알 엠       | Kim Nam Joon  | كيم نام جون   | 김남준        |               |
| جيمين       | 지민        | Park Jimin    | بارك جيمين    | 박지민        |               |
| ڤي          | 브이        | Kim Tae Hyung | كيم تاي هيونغ | 김태형        |               |
| جونقكوك     | 정국        | Jeon JungKook | جيون جونغ كوك | 전정국        |               |

## في الأعمال التصويرية
في أغسطس 2019، أعلنت بيغ هيت إنترتنمنت عن إنتاج مسلسل بتعاون مع شركة تشورلك بايم ميديا باسم الشباب، مسلسل سيكون مبني على الأيام الأولى للفرقة.

## ديسكوغرافيا
| ألبومات الاستوديو باللغة الكورية - Dark & Wild (2014) - Wings (BTS album) (2016) - Love Yourself: Tear (2018) - Map of the Soul: 7 (2020) - Be (BTS album) (2020) | ألبومات الاستوديو باللغة اليابانية - Wake Up (BTS album) (2014) - Youth (BTS album) (2016) - Face Yourself (2018) - Map of the Soul: 7 – The Journey (2020) |

## الجولات
- The Red Bullet Tour[الإنجليزية] (2014–2015)
- Wake Up: Open Your Eyes Japan Tour[الإنجليزية] (2015)
- The Most Beautiful Moment in Life On Stage Tour[الإنجليزية] (2015–2016)
- The Wings Tour[الإنجليزية] (2017)
- Love Yourself World Tour[الإنجليزية] (2018–2019)
- Map of the Soul Tour[الإنجليزية]

## فيلموغرافيا

### المعارض
| السنة | العنوان                                           | الدولة           | المراجع |
| ----- | ------------------------------------------------- | ---------------- | ------- |
| 2015  | "Butterfly Dream: BTS Open Media Exhibition"      | كوريا            | [ 417 ] |
| 2018  | "BTS Exhibition: 24/7=Serendipity (Five, Always)" | كوريا            | [ 418 ] |
| 2019  | "BTS Exhibition: 24/7=Serendipity (Five, Always)" | الصين            | [ 419 ] |
| 2019  | "BTS Exhibition: 24/7=Serendipity (Five, Always)" | الولايات المتحدة | [ 420 ] |

### الأفلام
| السنة | العنوان                      | الدور | المراجع |
| ----- | ---------------------------- | ----- | ------- |
| 2018  | Burn the Stage: The Movie    | نفسهم | [ 421 ] |
| 2019  | Love Yourself in Seoul       | نفسهم | [ 422 ] |
| 2019  | Bring the Soul: The Movie    | نفسهم | [ 423 ] |
| 2020  | Break the Silence: The Movie | نفسهم | [ 424 ] |

### البرامج التلفزيونية
| السنة | العنوان                      | الشبكة              | ملاحظات                                 | المراجع         |
| ----- | ---------------------------- | ------------------- | --------------------------------------- | --------------- |
| 2013  | Rookie King: Channel Bangtan | إس بي إس إم تي في   | برنامج واقع معتمد على بي تي أس، 8 حلقات | [ 425 ]         |
| 2014  | BTS China Job                | YinYueTai           | برنامج واقع معتمد على بي تي أس، 3 حلقات | [ 426 ]         |
| 2014  | American Hustle Life         | إمنت                | برنامج واقع معتمد على بي تي أس، 8 حلقات | [ 427 ]         |
| 2014  | BTS GO!                      | إمنت أمريكا         | برنامج واقع معتمد على بي تي أس، 7 حلقات | [ 428 ]         |
| 2018  | Run BTS!                     | إمنت                | 8 حلقات                                 | [ 429 ]         |
| 2019  | Run BTS!                     | جاي تي بي سي، JTBC2 |                                         | [ 430 ] [ 431 ] |
| 2020  | In The SOOP BTS Ver.         | جاي تي بي سي        | برنامج واقع معتمد على بي تي أس، 8 حلقات | [ 432 ]         |

### برامج عبر الإنترنت
| السنة      | العنوان                        | الشبكة          | ملاحظات                                     | المراجع         |
| ---------- | ------------------------------ | --------------- | ------------------------------------------- | --------------- |
| 2015       | BTS Bokbulbok                  | V Live          | 5 حلقات                                     | [ 433 ]         |
| 2015–2017  | BTS GAYO                       | V Live          | 15 حلقات                                    | [ 434 ]         |
| 2015–حاليًا | Run BTS!                       | V Live          | 3 مواسم                                     | [ 435 ]         |
| 2016–حاليًا | BTS: Bon Voyage                | V Live، Weverse | 4 مواسم من 8 حلقات لكل موسم                 | [ 436 ] [ 437 ] |
| 2018       | Burn the Stage                 | يوتيوب بريميم   | فيلم وثائقي عن جولة أجنحة بي تي أس، 8 حلقات | [ 438 ]         |
| 2019       | Bring the Soul: Docu-series    | Weverse         | فيلم وثائقي عن جولة بي تي أس، 7 حلقات       | [ 439 ]         |
| 2020       | Learn Korean With BTS          | Weverse         | 30 حلقة                                     | [ 440 ] [ 441 ] |
| 2020       | Break the Silence: Docu-Series | Weverse         | فيلم وثائقي عن جولة بي تي أس، 7 حلقات       | [ 442 ] [ 443 ] |
| 2020       | In The SOOP BTS Ver.           | Weverse         | برنامج واقع معتمد على بي تي أس، 8 حلقات     | [ 444 ]         |

## روابط خارجية
- بي تي إس على موقع IMDb (الإنجليزية)
- بي تي إس على موقع ميتاكريتيك (الإنجليزية)
- بي تي إس على موقع الموسوعة البريطانية (الإنجليزية)
- بي تي إس على موقع روتن توميتوز (الإنجليزية)
- بي تي إس على موقع ميوزك برينز (الإنجليزية)
- بي تي إس على موقع أول ميوزيك (الإنجليزية)
- بي تي إس على موقع ديسكوغز (الإنجليزية)